# Leiningerland

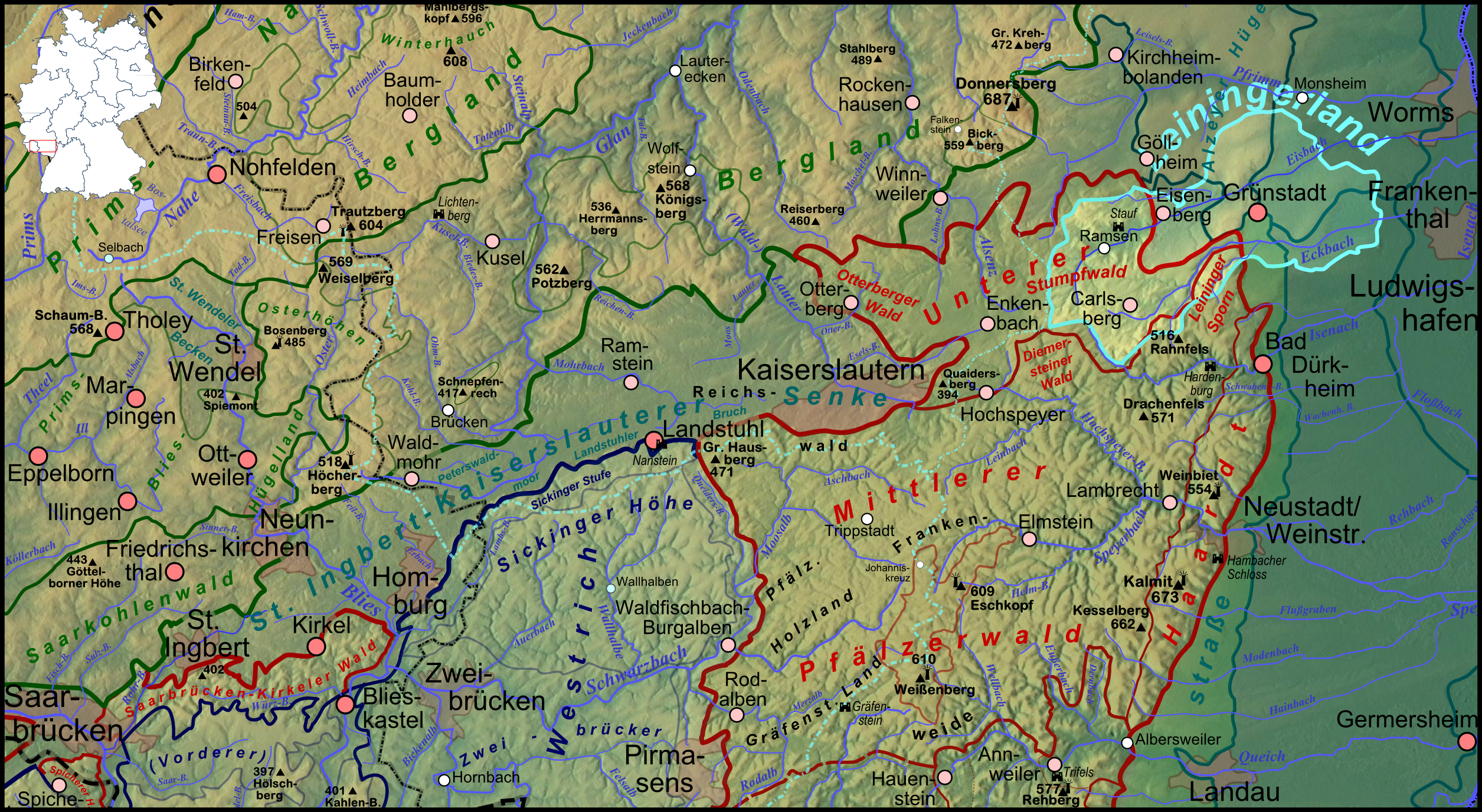
Leiningerland (oben rechts, hellblau umrandet)

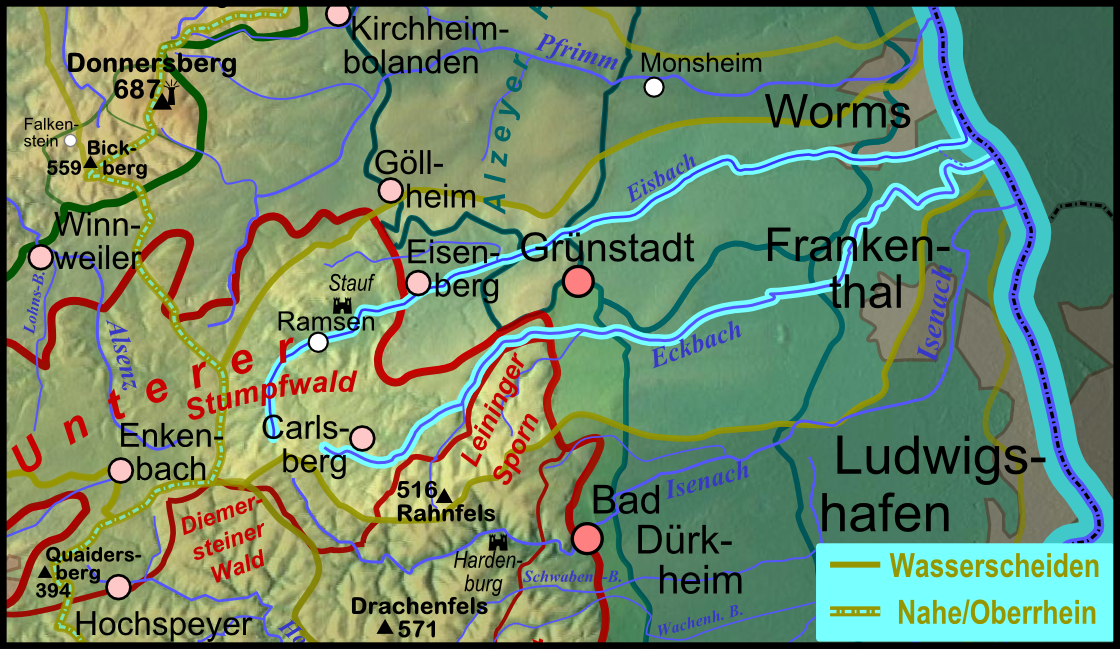
Einzugsgebiete von Eckbach (unten) und Eisbach (oben)

Das Leiningerland, seltener auch Leininger Land geschrieben, ist eine historische Landschaft in der Pfalz (Rheinland-Pfalz). Es ist nach dem früher bedeutendsten Adelsgeschlecht der Gegend, den Leiningern, benannt.
Mit Wirkung vom 1. Januar 2018 entstand aus dem freiwilligen Zusammenschluss der Verbandsgemeinden Grünstadt-Land und Hettenleidelheim die Verbandsgemeinde Leiningerland. Sie umfasst nicht das gesamte Leiningerland, aber den flächenmäßig größten Teil davon.

## Geographie

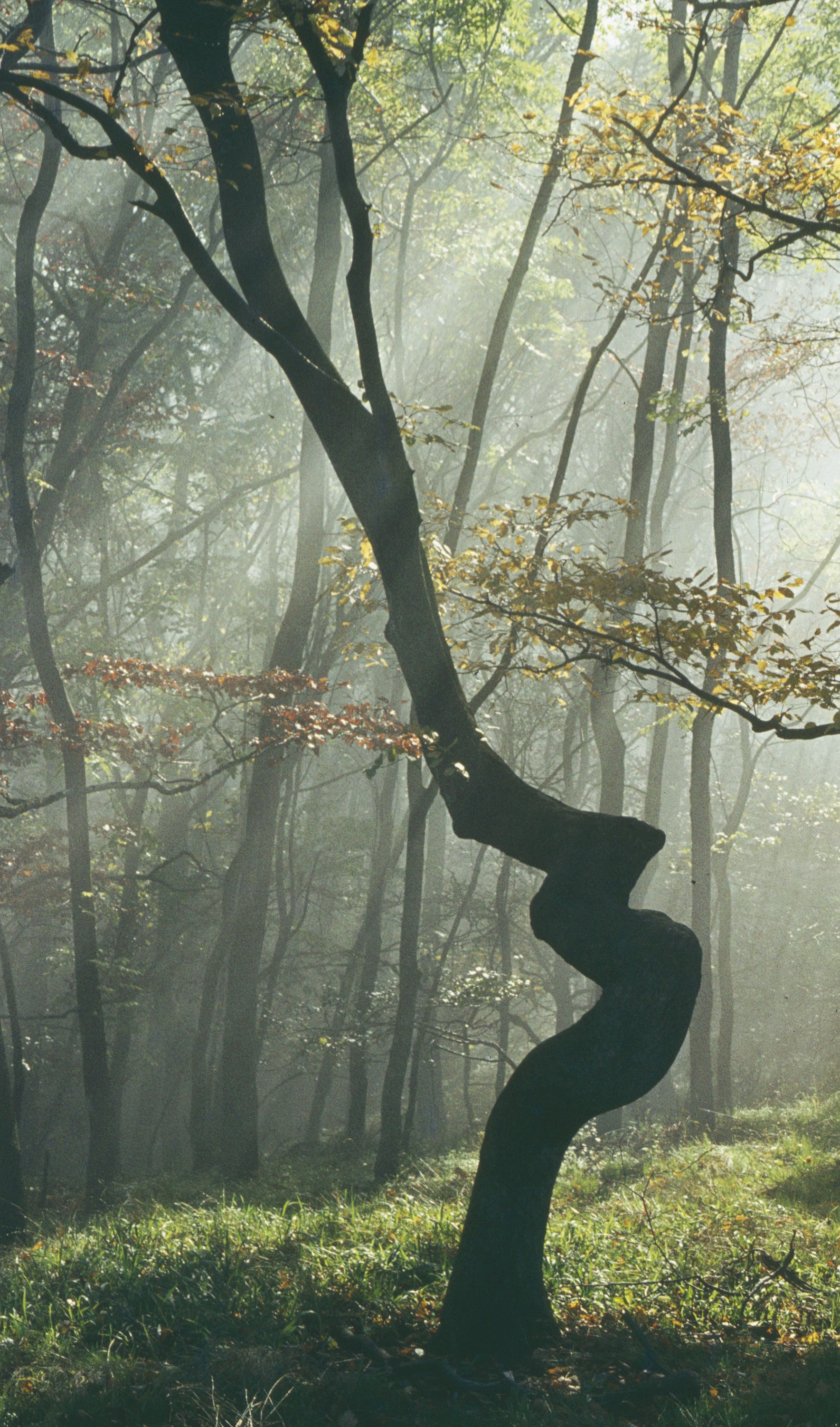
Pfälzerwald: Herbststimmung
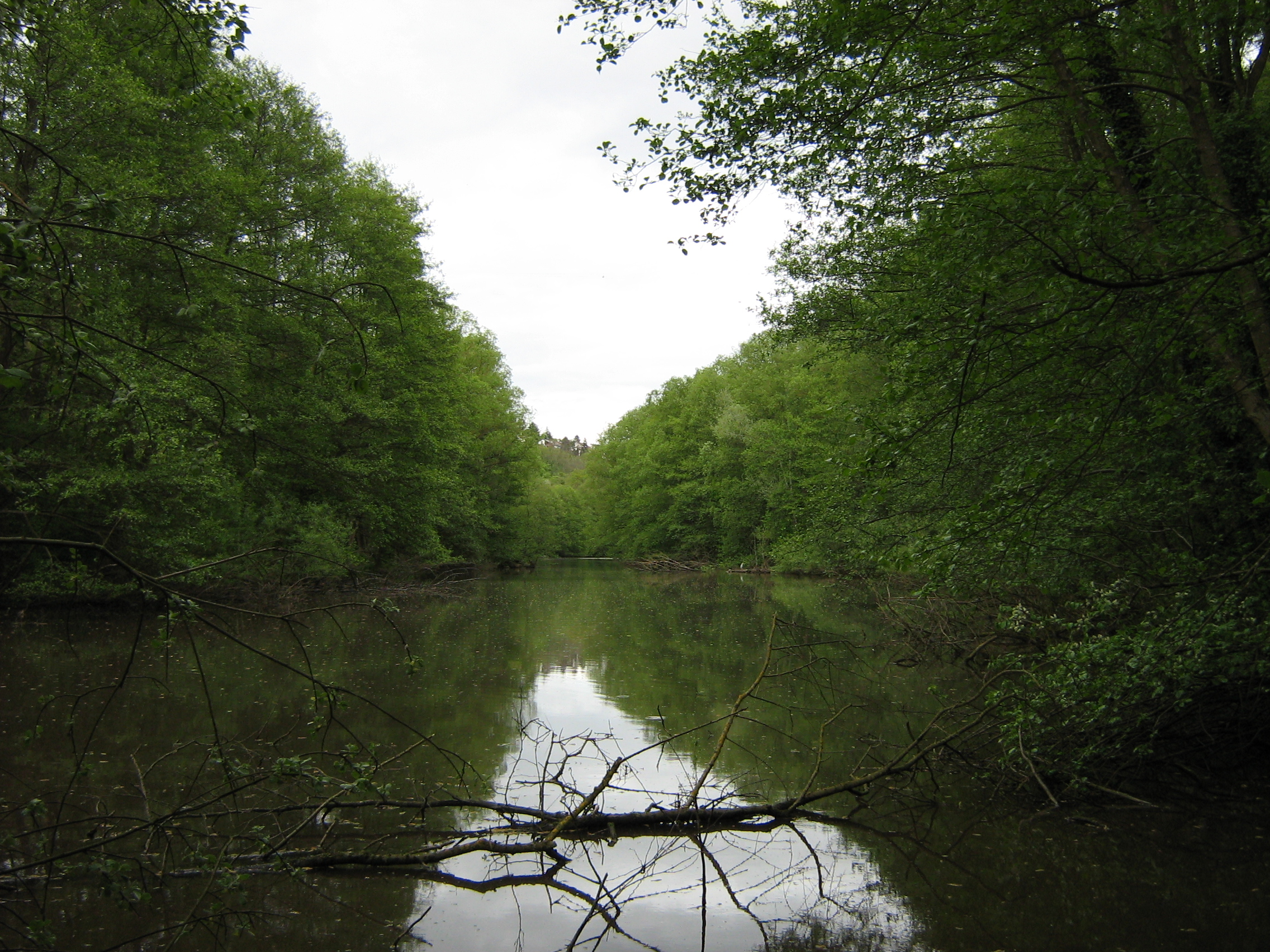
Im Tal: Stauweiher des Eckbachs
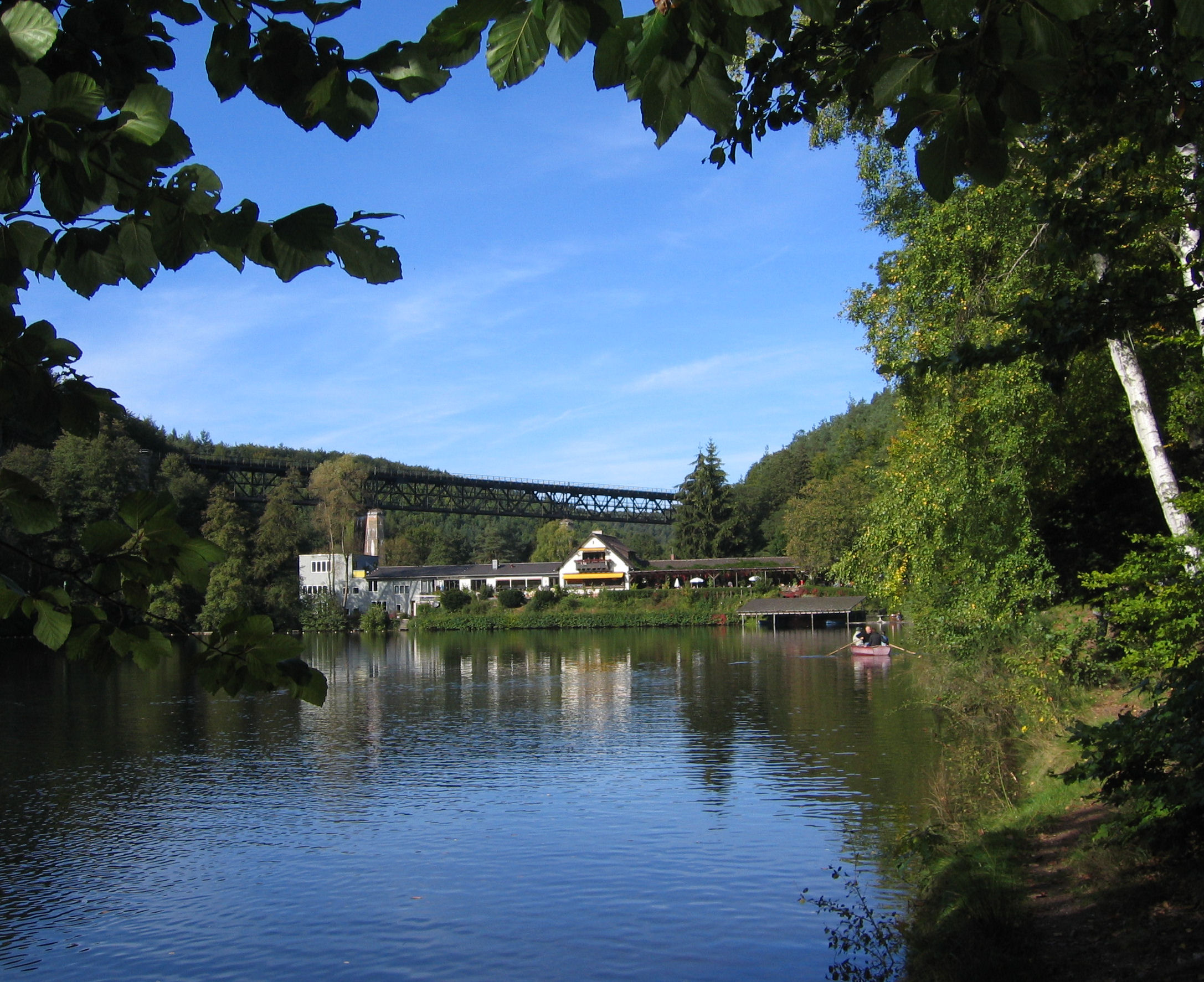
Im Tal: Stauweiher des Eisbachs
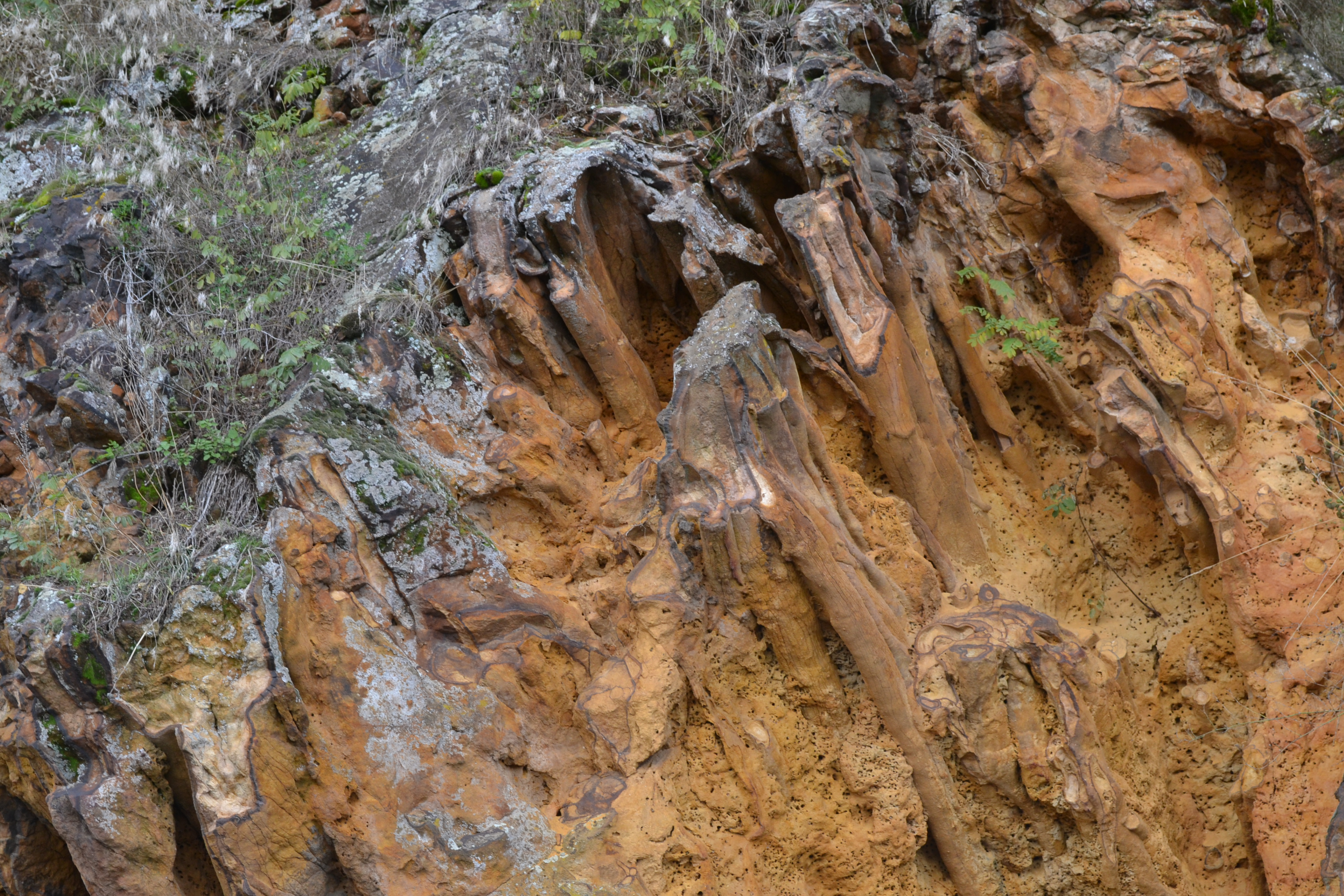
Am Grabenbruch: Naturdenkmal Blitzröhren
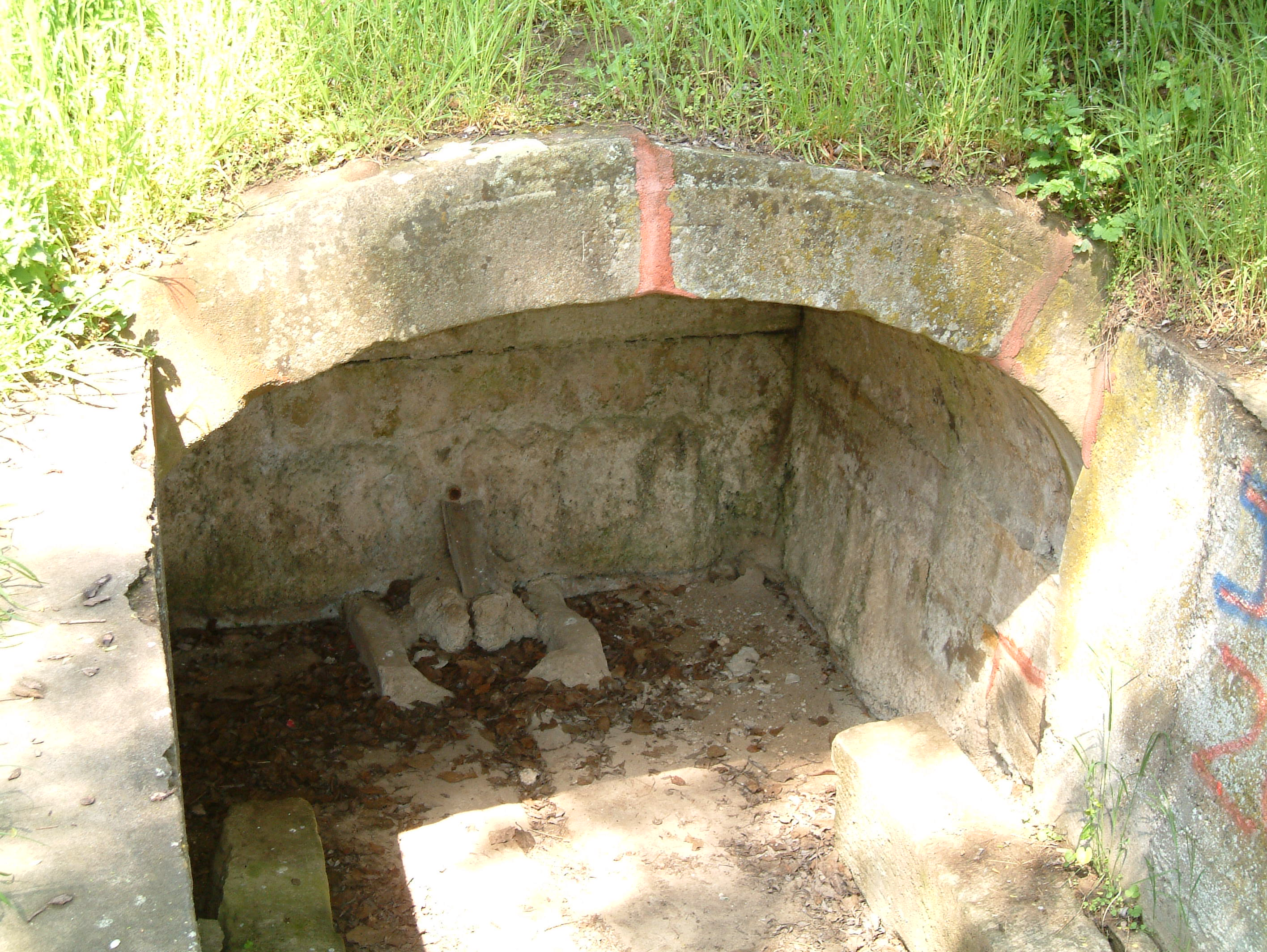
Am Rand der Ebene: Naturdenkmal Chorbrünnel am Floßbach
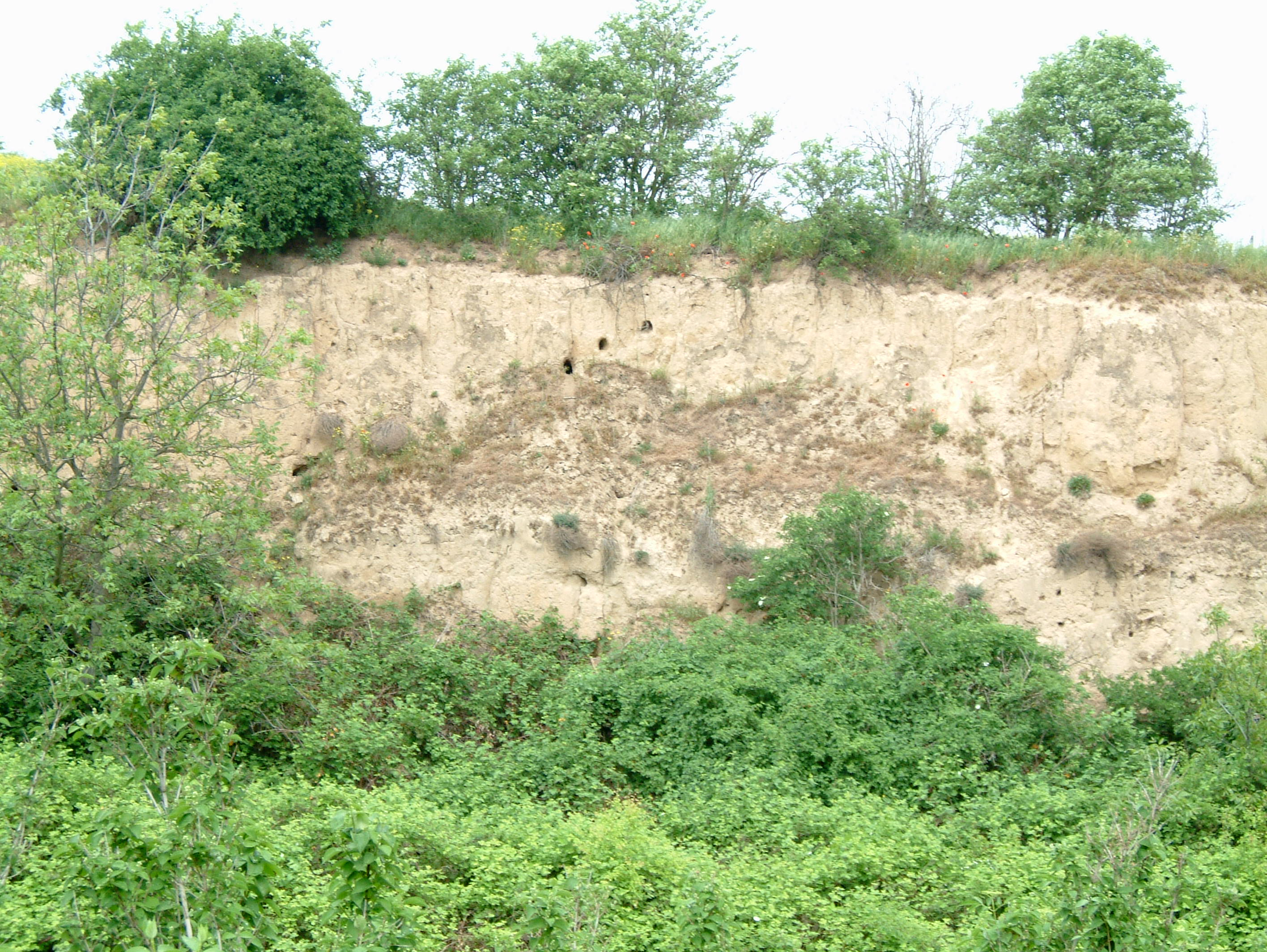
Am Rand der Ebene: Naturdenkmal Lösswand bei Dirmstein
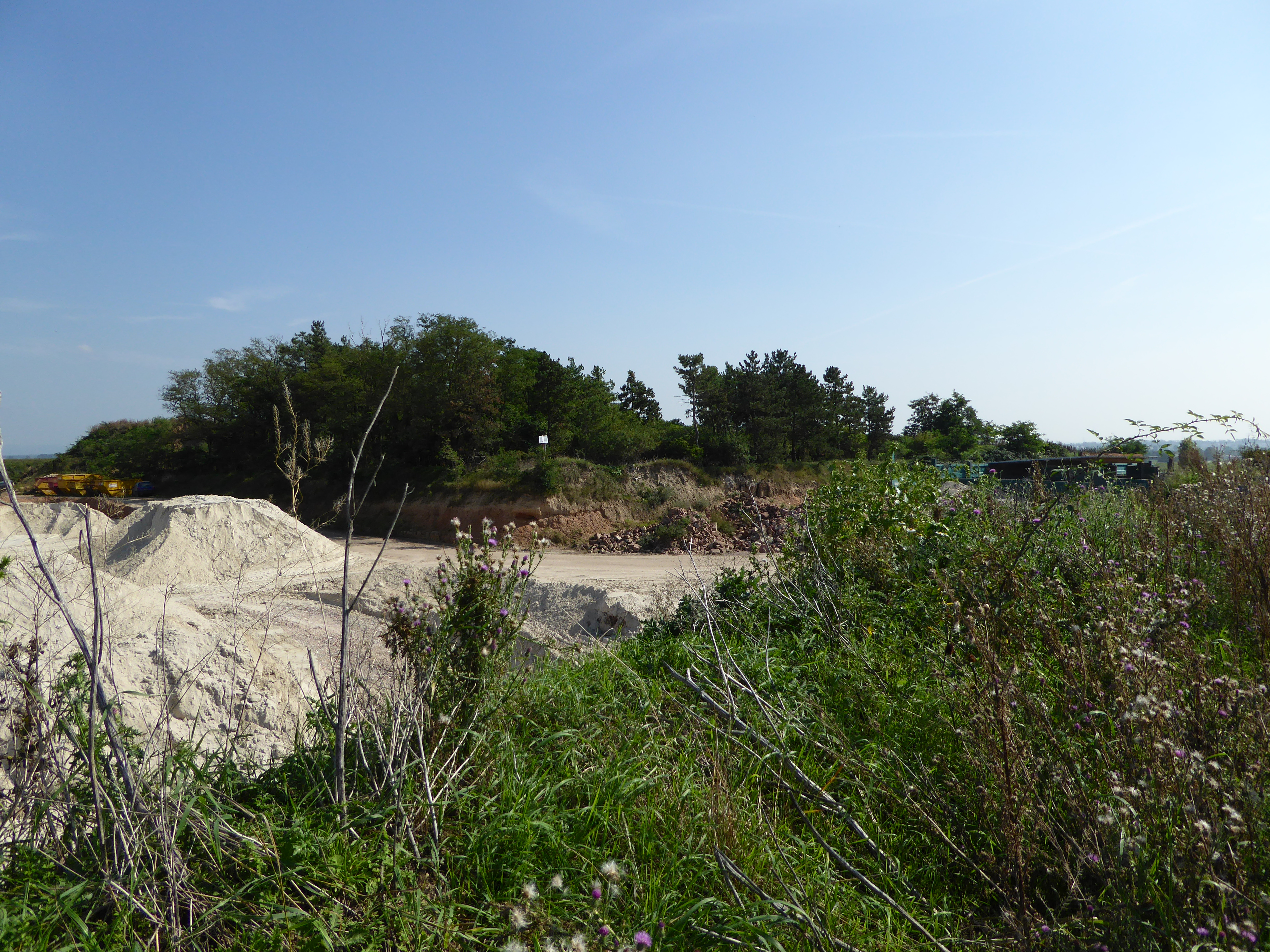
Am Rand der Ebene: Lössabbau in der Alten Sandkaut bei Dirmstein

### Lage
Das Leiningerland liegt im Nordosten der Pfalz überwiegend im vorderpfälzischen Landkreis Bad Dürkheim. Über gut 20 km erstreckt es sich von Südwest nach Nordost, ungefähr von der Verbindungslinie Ramsen–Carlsberg bis zur Linie Bockenheim–Dirmstein; die Breite beträgt um 8 km. Es umfasst große Teile der Verbandsgemeinde Leiningerland sowie die Stadt Grünstadt. Zum historischen Leiningerland zu rechnen ist auch die Gegend um die Stadt Eisenberg, die heute dem Donnersbergkreis angehört und damit zur Nordpfalz gezählt wird. Die Gesamtfläche des Leiningerlandes beträgt knapp 200 km². Die Höhenlage reicht von fast 400 m ü. NHN im Westen bis rund 100 m im Osten.

### Oberflächengestalt
Die Landschaft ist nicht einheitlich gestaltet, sondern hat Anteil an drei geologischen Formationen, nämlich Mittelgebirge, Grabenbruch und Tiefebene. Das Leiningerland reicht von den nordöstlichen Ausläufern des Pfälzerwalds im Westen über den Nordteil der Deutschen Weinstraße bei Grünstadt bis nach Dirmstein im Osten, wo die Rebenhänge in die Rheinebene übergehen. Der Ort Dirmstein selbst, der heute zum Leiningerland gerechnet wird, war allerdings zu keiner Zeit den Leiningern zu Eigen.

### Klima und Boden
In Abhängigkeit von der Höhenlage der Gebietsteile gestaltet sich auch das Klima unterschiedlich – von gemäßigt und feucht im Mittelgebirge bis mild und trocken im Tiefland. Die Böden im Bereich des Bruchstufe profitieren von fruchtbaren Lössablagerungen, in denen durch Erosion teilweise Steilwände entstanden sind, die als Naturdenkmäler und Biotope eingestuft sind.

### Gewässer
Entwässert wird das Leiningerland von Südwest nach Nordost durch die Ober- und Mittelläufe von zwei westlichen, linken Nebenflüssen des Rheins; der Eckbach fließt im Süden und der Eisbach im Norden. Der Krumbach, ein rechter Zufluss des Eckbachs aus dem Mittelgebirgsteil Leininger Sporn, weist die Besonderheit auf, dass er auf seinem Lauf mehrmals im Untergrund verschwindet, um eine Strecke unterhalb wieder zutage zu treten.

## Geschichte
Im Mittelalter trug der Eckbach den Namen Leinbach, womit auf den sogenannten Leinbaum Bezug genommen wurde. So wurde damals in der Gegend sowohl der Spitzahorn als auch die Sommerlinde bezeichnet, zwei Baumarten, die an den Ufern des Eckbachs häufig vorkamen. Beide unterscheiden sich allerdings vor allem in der Form der Blätter: Ahornblätter sind fünflappig, Lindenblätter ungeteilt. Das Stammwappen der Leininger, des aus dem Gebiet am oberen Eckbach stammenden, vermutlich fränkischen Adelsgeschlechts, zeigt einen stilisierten Baum, dessen Blätter – wie auch die fünfstrahligen Blüten – eindeutig auf eine Linde hinweisen. Nach der alten Bachbezeichnung dürften die Leininger ihre Stammburg benannt haben: Leiningen, heute Altleiningen; von ihr wiederum wurde anschließend der Name der Familie abgeleitet. Dieser reicht belegbar mindestens bis ins frühe 12. Jahrhundert – auf Graf Emich II. († vor 1138) – zurück. Nicht sicher, aber wahrscheinlich ist, dass dessen Vorgänger Emich I. (genannt 1117 und 1128) auch sein Vater war. Zahlreiche Gemeinden der näheren und weiteren Umgebung tragen in ihrem Wappen den silbernen Leininger Adler.

Stammwappen der Leininger laut GHdA
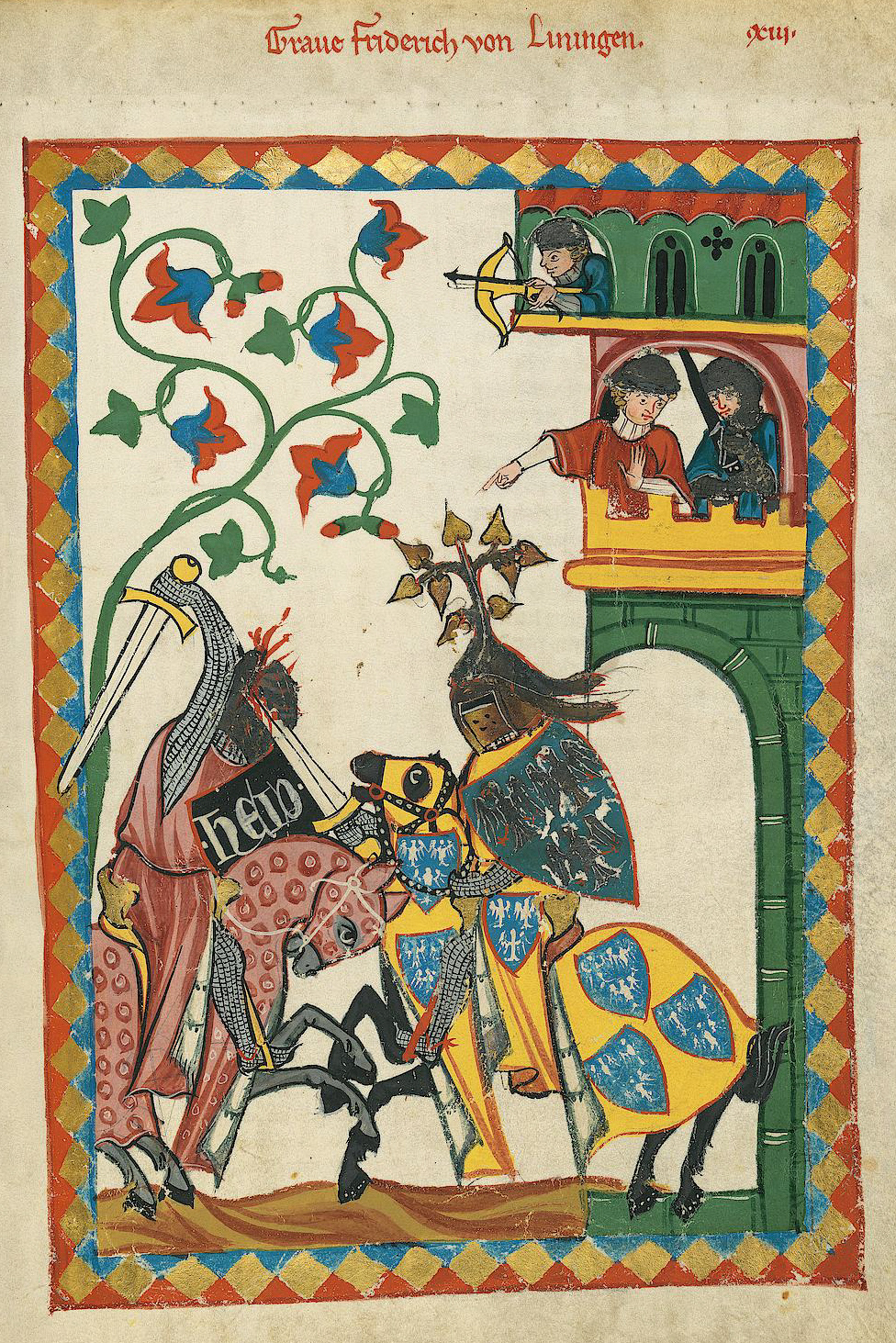
Friedrich I. († 1220) als Minnesänger
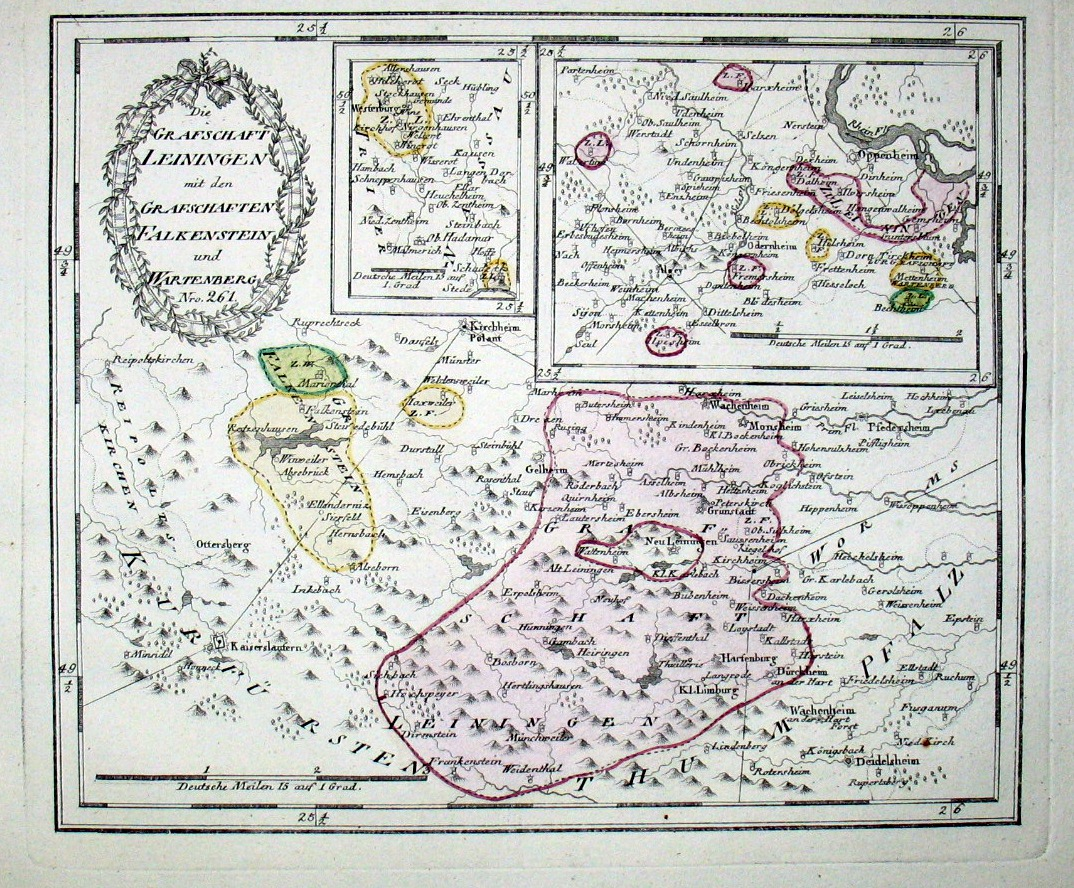
Grafschaft Leiningen und Umgebung (1793/94)
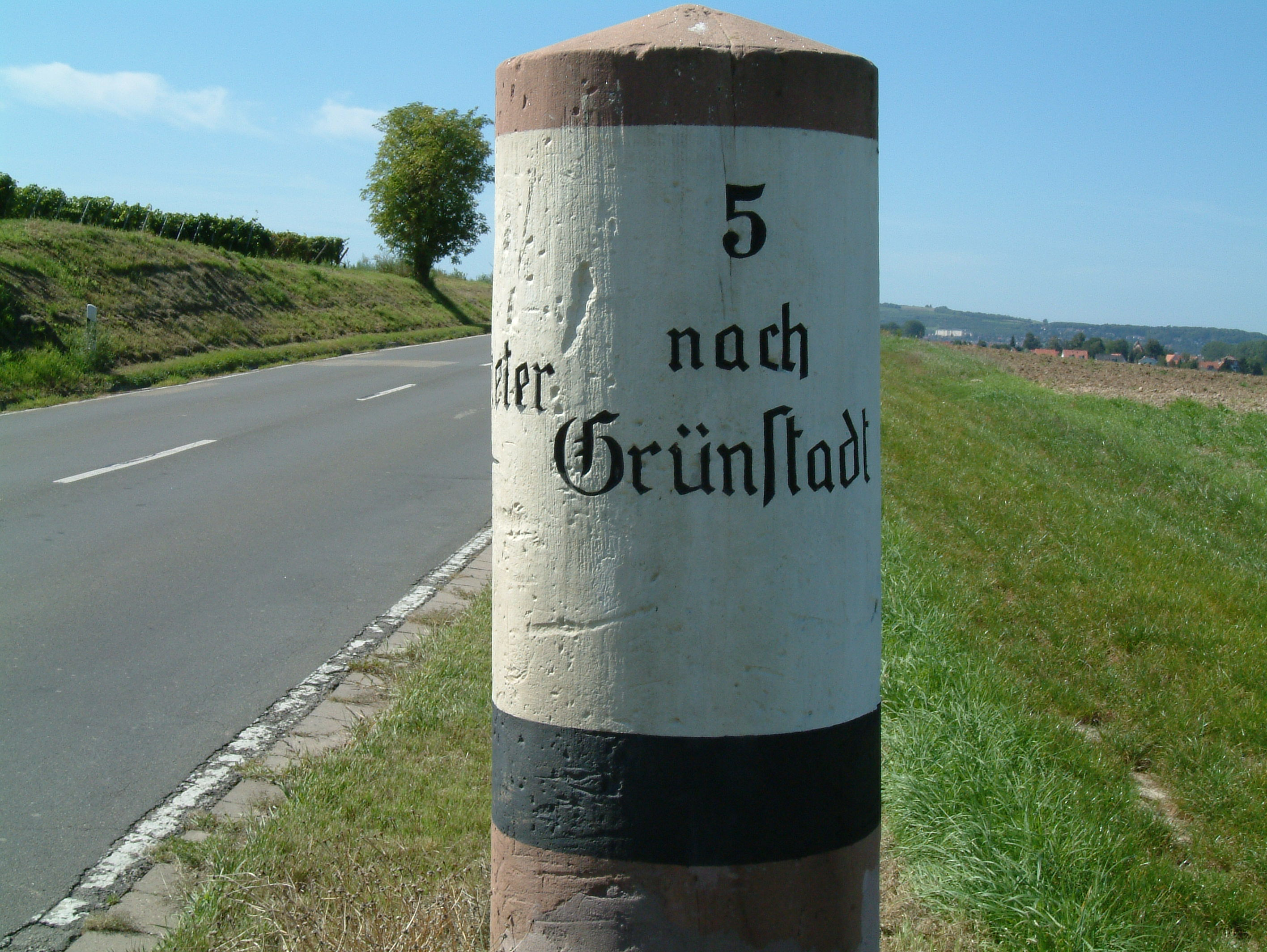
Stundensäule, 2. Hälfte des 19. Jahrhunderts

Wichtigste Herrschaften in der Gegend außer den Leiningern waren bis in die Neuzeit die Kurfürsten von der Pfalz und die Fürstbischöfe von Worms. Große Zerstörungen verursachten Truppen Frankreichs unter General Mélac während des Pfälzischen Erbfolgekriegs (1689–1697). Stark geprägt wurde auch das Leiningerland durch die bayerische Verwaltung der Pfalz, die von 1816 bis nach dem Ende des Zweiten Weltkriegs währte. Von 1818 an gehörten die weitaus meisten Gemeinden der Gegend zum späteren Landkreis Frankenthal (der zunächst die Bezeichnungen Landkommissariat und dann Bezirksamt trug), bis dieser 1969 im Zuge der rheinland-pfälzischen Verwaltungsreform aufgelöst wurde. Der Westteil, im Wesentlichen vom Leiningerland gebildet, wurde dem neu geschaffenen Landkreis Bad Dürkheim zugeschlagen. Die Gegend ist ländlich geprägt; die größten Gemeinden im Leiningerland sind die Städte Grünstadt (gut 13.000 Einwohner) und Eisenberg (gut 9.000).

## Sehenswürdigkeiten und Kultur

### Sehenswürdigkeiten
Bauwerke
An das Leininger Adelsgeschlecht erinnern die Burgen Altleiningen oberhalb des gleichnamigen Ortes sowie – 5 km nordöstlich gelegen – Neuleiningen inmitten des ebenfalls gleichnamigen Ortes. Beide Burgen sind teilweise restauriert. In die Burg Altleiningen sind heute eine Jugendherberge, ein Freibad im ehemaligen Burggraben und das „professionelle Amateurtheater“ der Burgspiele Altleiningen integriert. Die Burg Neuleiningen beherbergt ein Museum, das sich Museum im Burgturm nennt und die Heimatgeschichte zum Thema hat. Reste von weiteren Leiningerburgen sind in Battenberg, wo es eine gleichnamige Burg gibt, und in Bockenheim mit der Emichsburg erhalten.

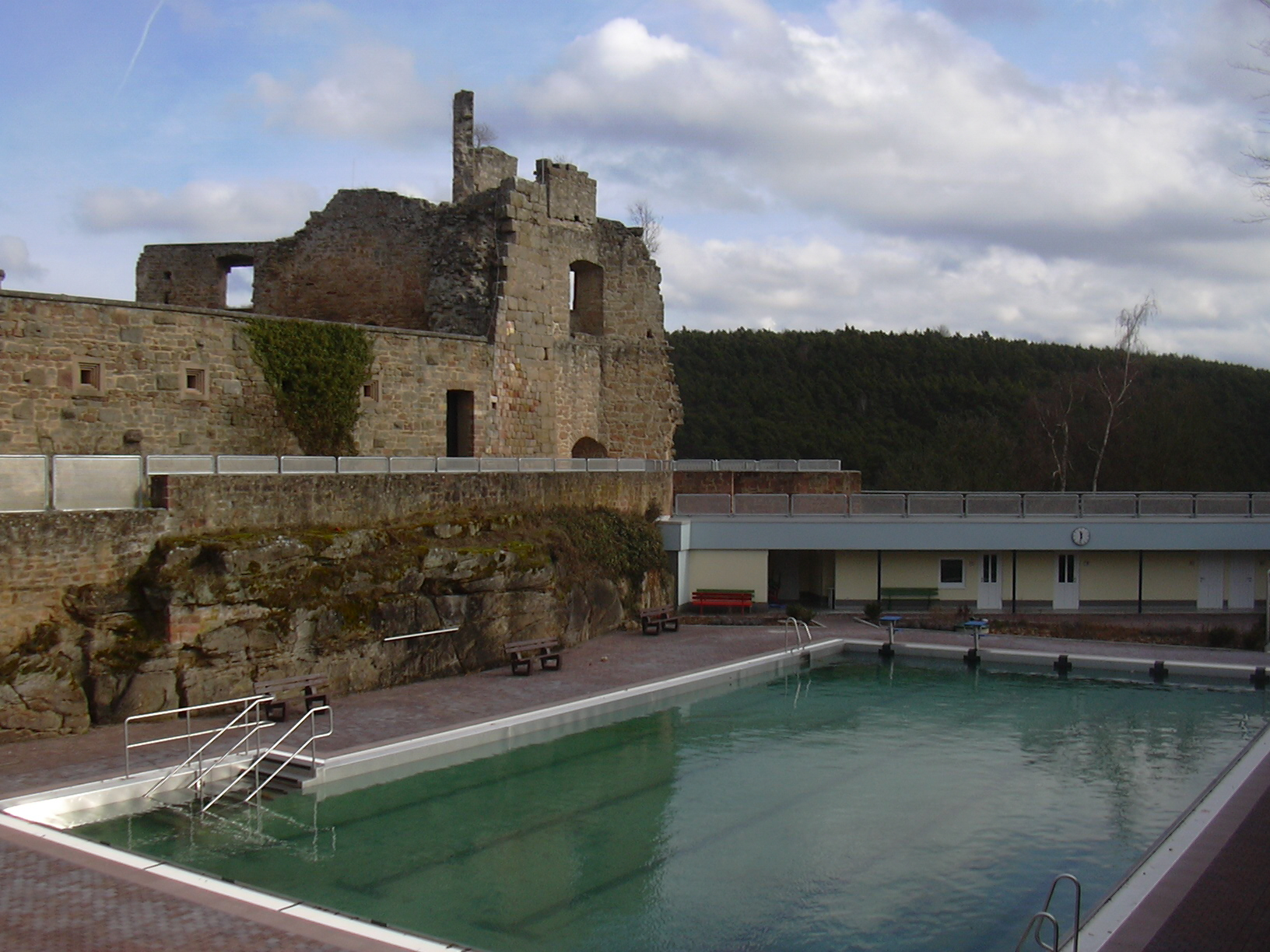
Burg Altleiningen
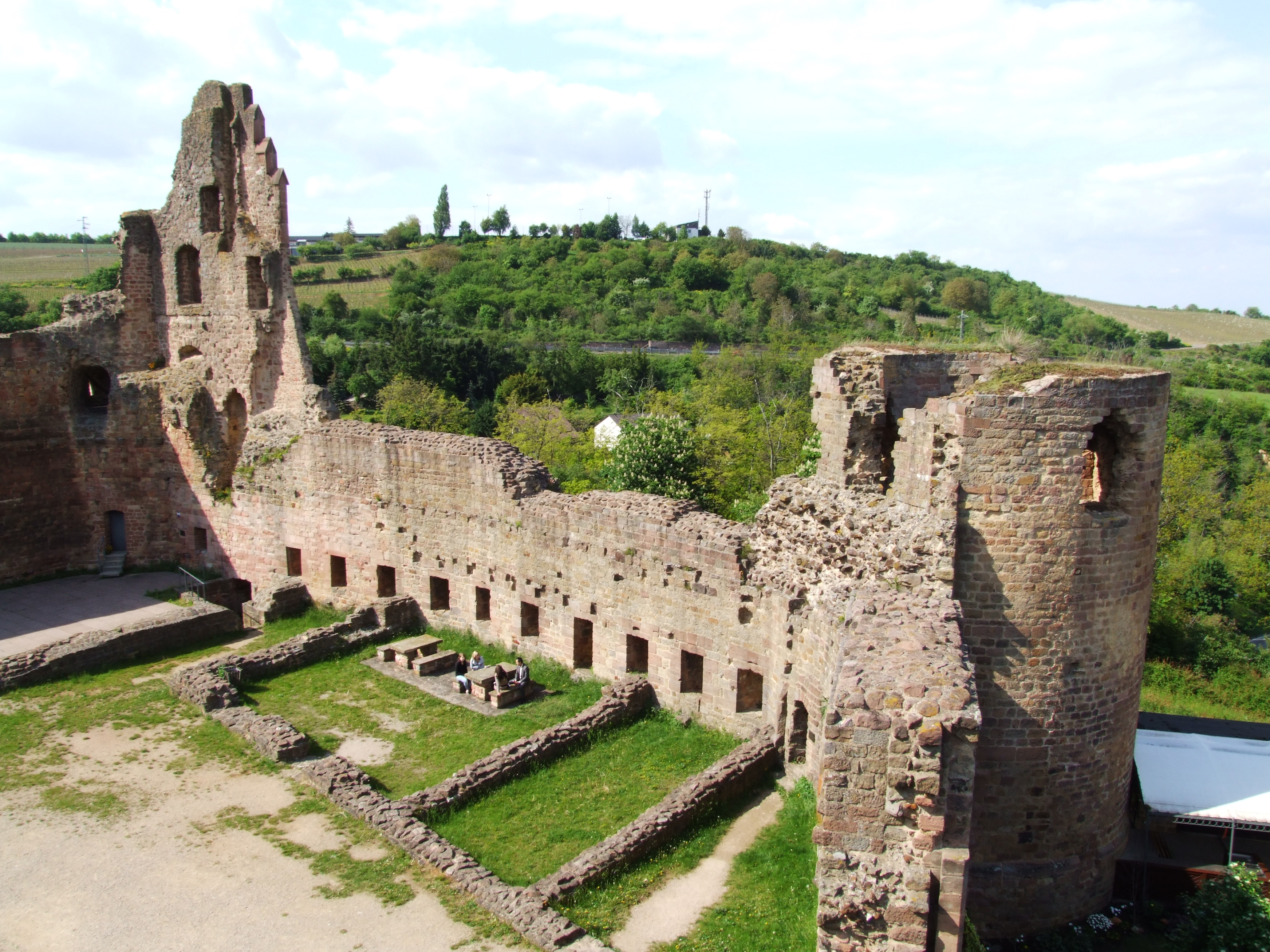
Burg Neuleiningen
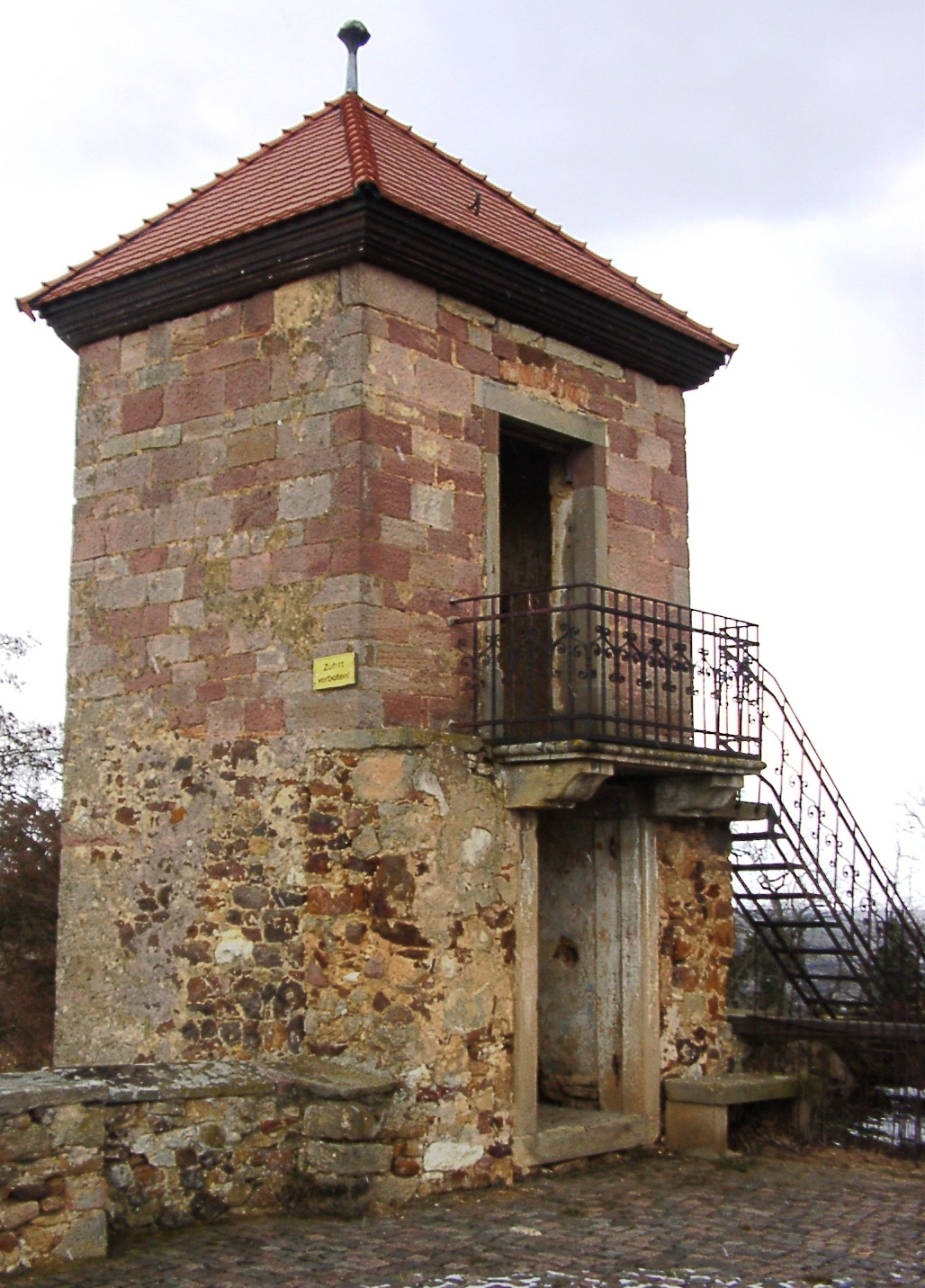
Burg Battenberg
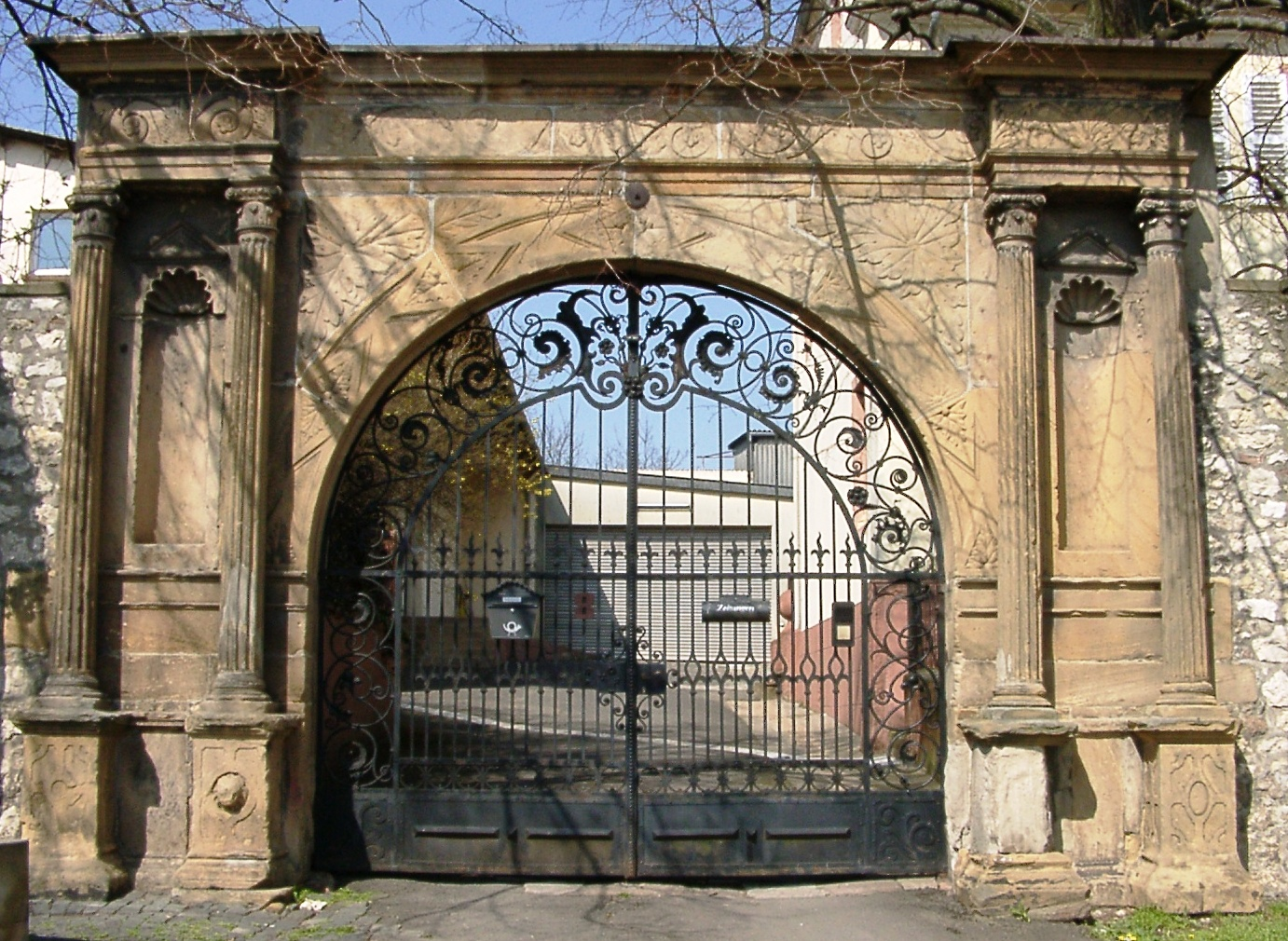
Emichsburg (Bockenheim)
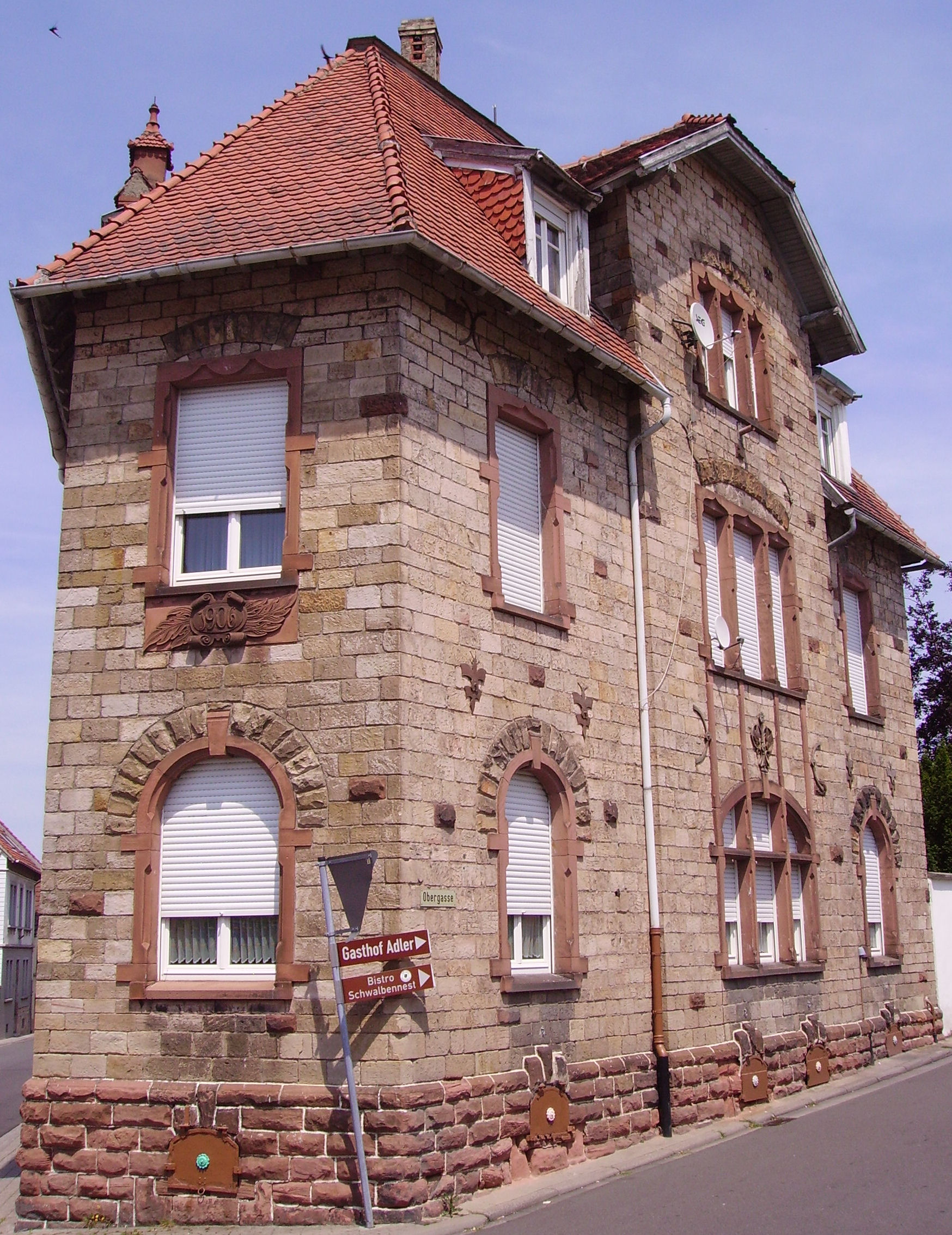
Gründerzeitvilla in Hettenleidelheim
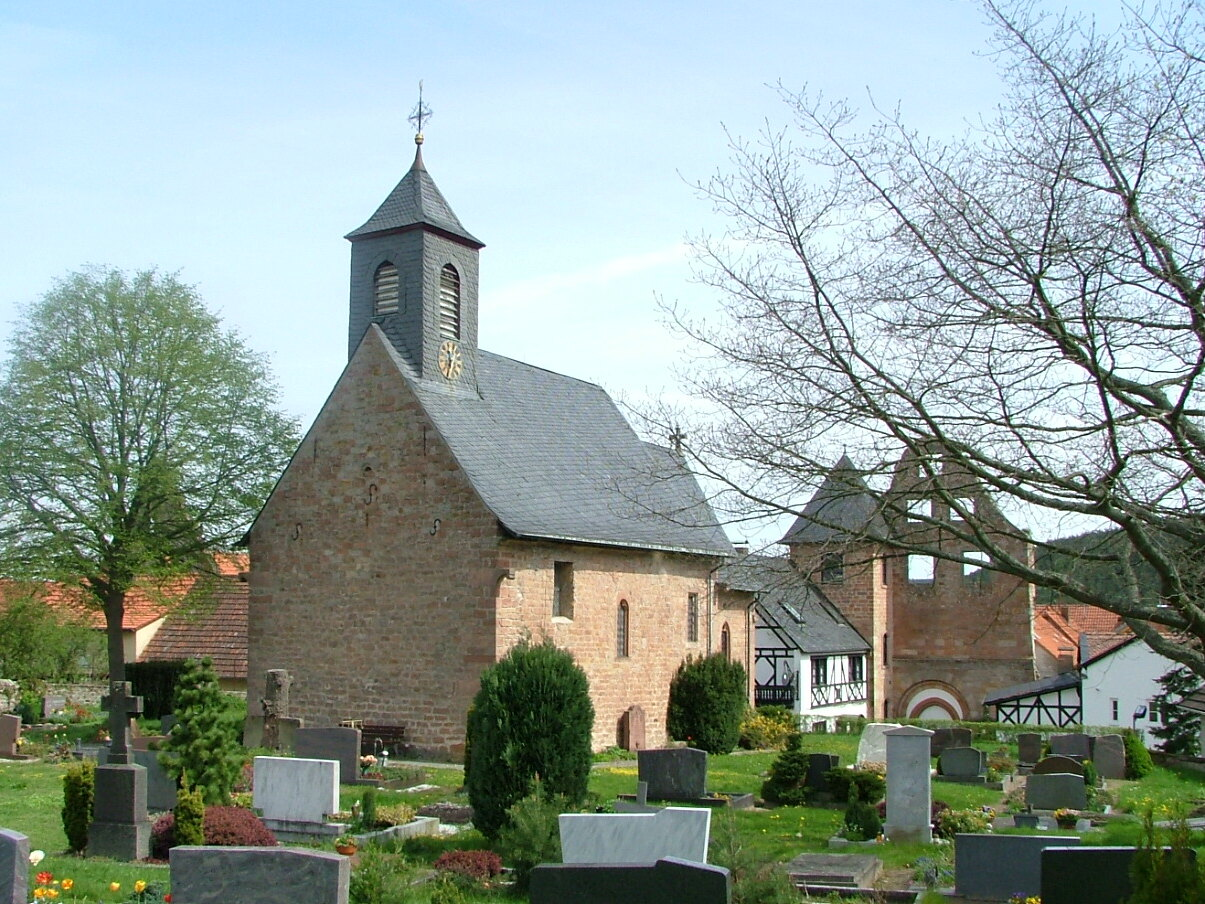
Romanische Kirche St. Jacob in Höningen
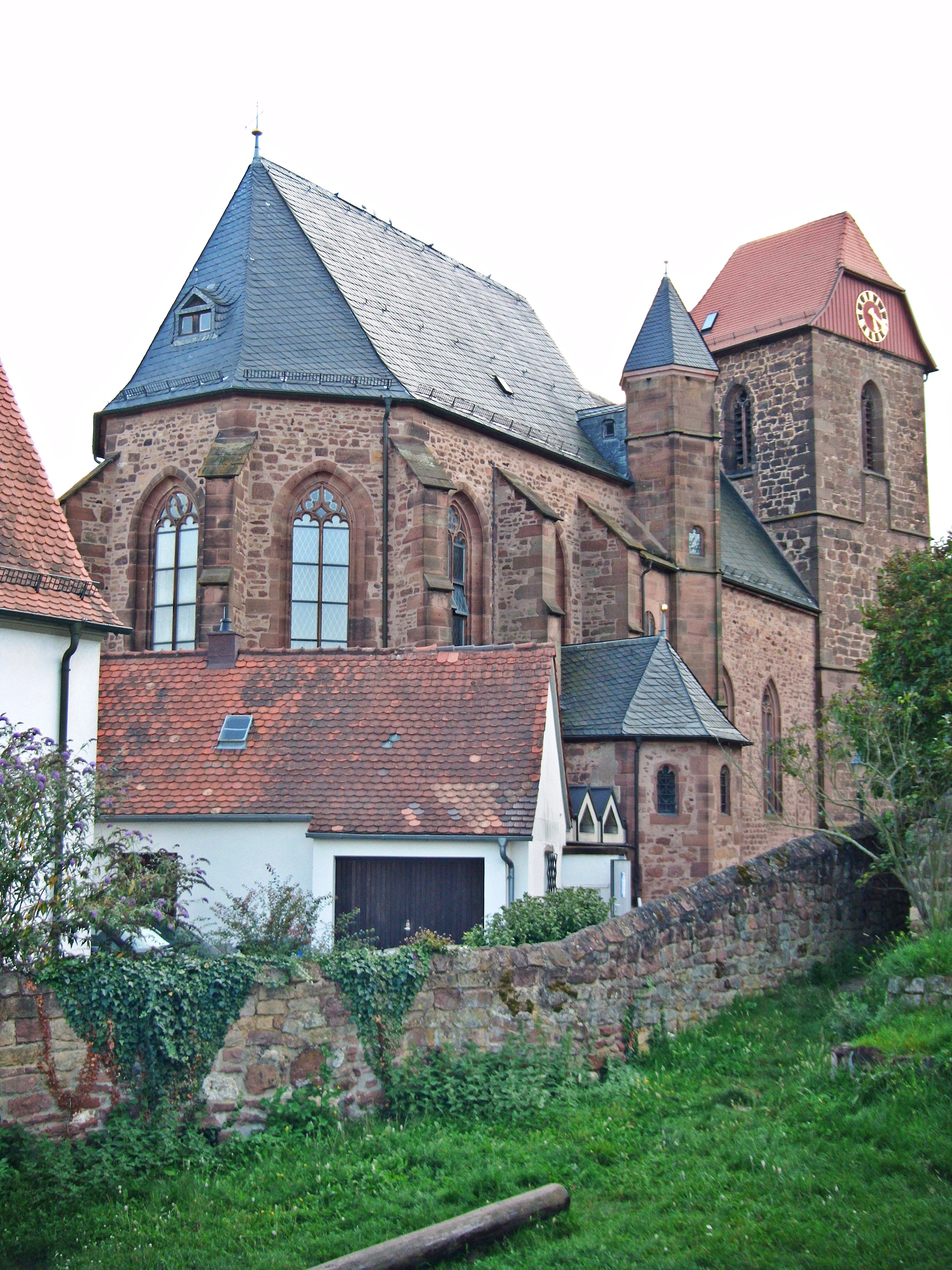
St. Nikolaus in Neuleiningen
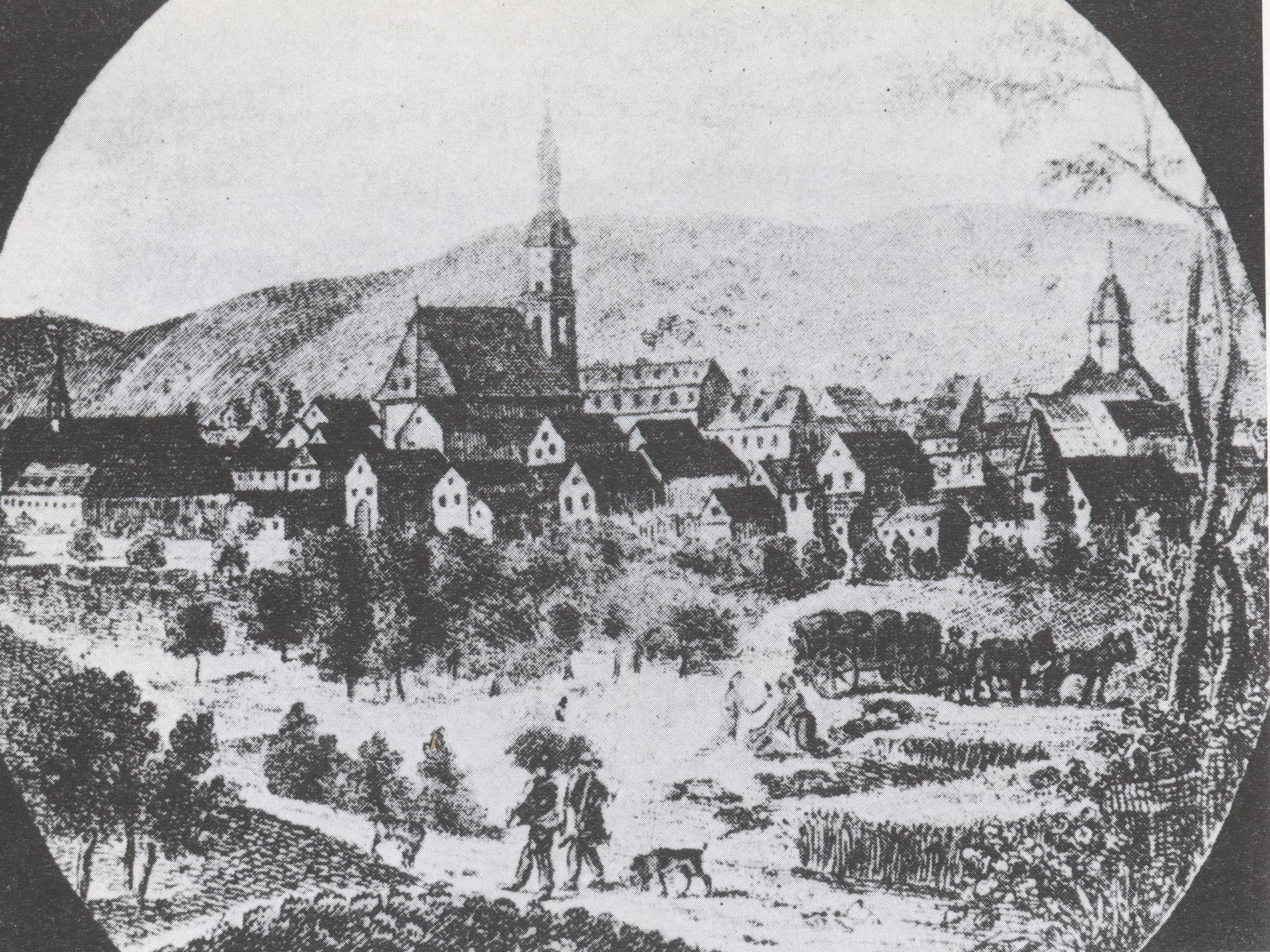
Grünstadt um 1800 (Tellerbild)

Im Altleininger Ortsteil Höningen sind aus dem Mittelalter verschiedene Bauteile des Augustiner-Chorherrenstifts St. Peter und der ehemaligen Höninger Lateinschule sowie die romanische Kirche St. Jacob erhalten. In Neuleiningen liegt die historische Alte Pfarrey, in der heute eines der führenden Pfälzer Restaurants betrieben wird.
Ein besonderes Kleinod der Barockbaukunst stellt die Laurentiuskirche in Dirmstein dar. Sie wurde von 1742 bis 1746 durch Franz Rothermel nach modifizierten Plänen des berühmten Kirchenbaumeisters Balthasar Neumann als Zweikirche errichtet, die unter einem Dach Gotteshäuser für Katholiken und Protestanten vereint. Nahe dabei liegen im historischen Ortskern drei restaurierte schlossartige Herrenhäuser, das Sturmfedersche, das Koeth-Wanscheidsche und das Quadtsche Schloss, sowie zwei Englische Gärten, der Schlosspark und der Kellergarten. Die Stadt Grünstadt sowie die Gemeinden Großkarlbach und Neuleiningen beeindrucken ebenfalls durch malerische Ortskerne mit zahlreichen Fachwerkbauten. Künstlerisch sehr wertvoll ist das Kruzifix von Tilman Riemenschneider, das wegen seines großen Wertes nur noch als Kopie in der Neuleininger St.-Nikolaus-Kirche zu sehen ist. Die Kirche wiederum stellt auch für sich ein Denkmal dar.

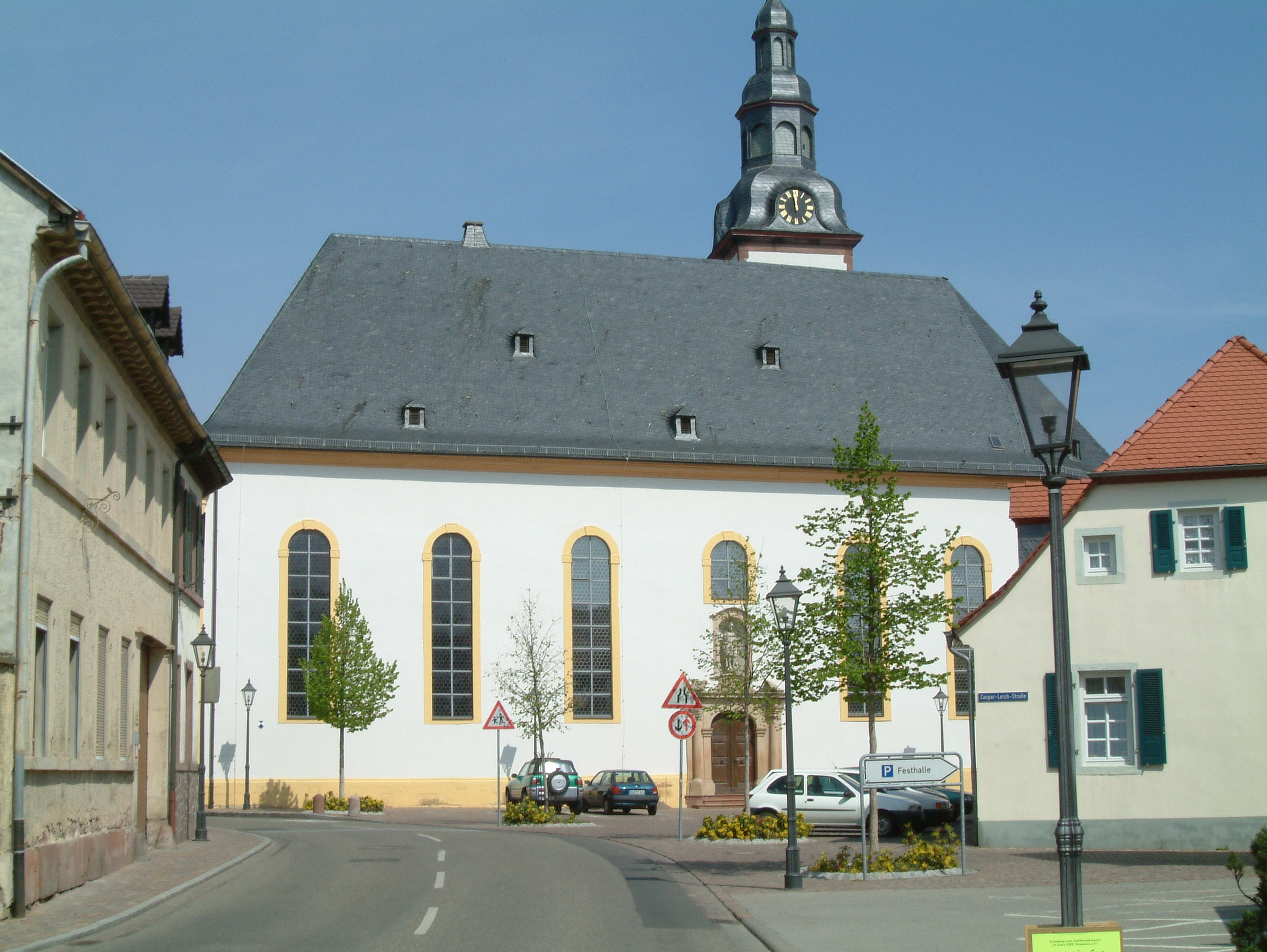
Dirmstein: Laurentiuskirche
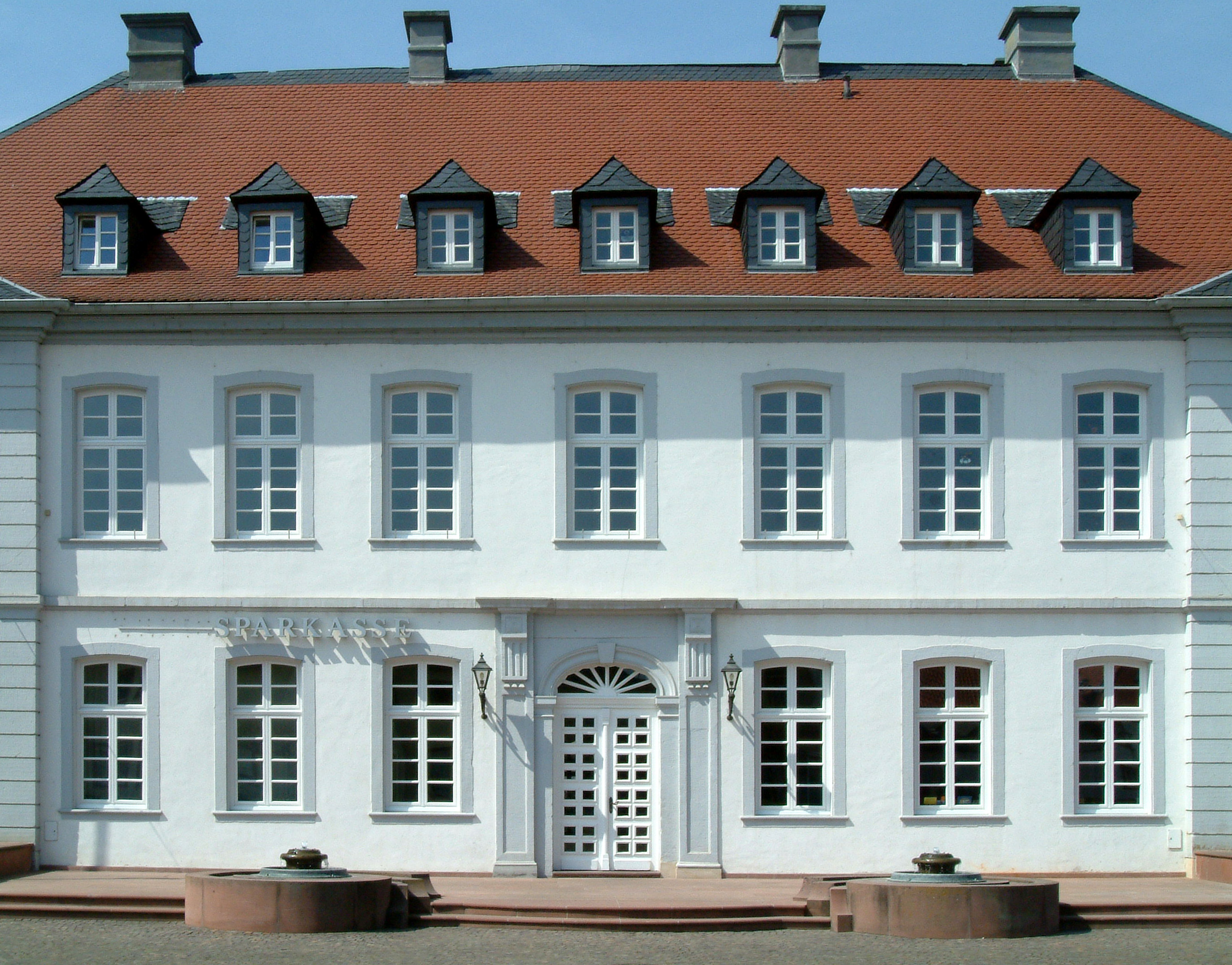
…Sturmfedersches Schloss
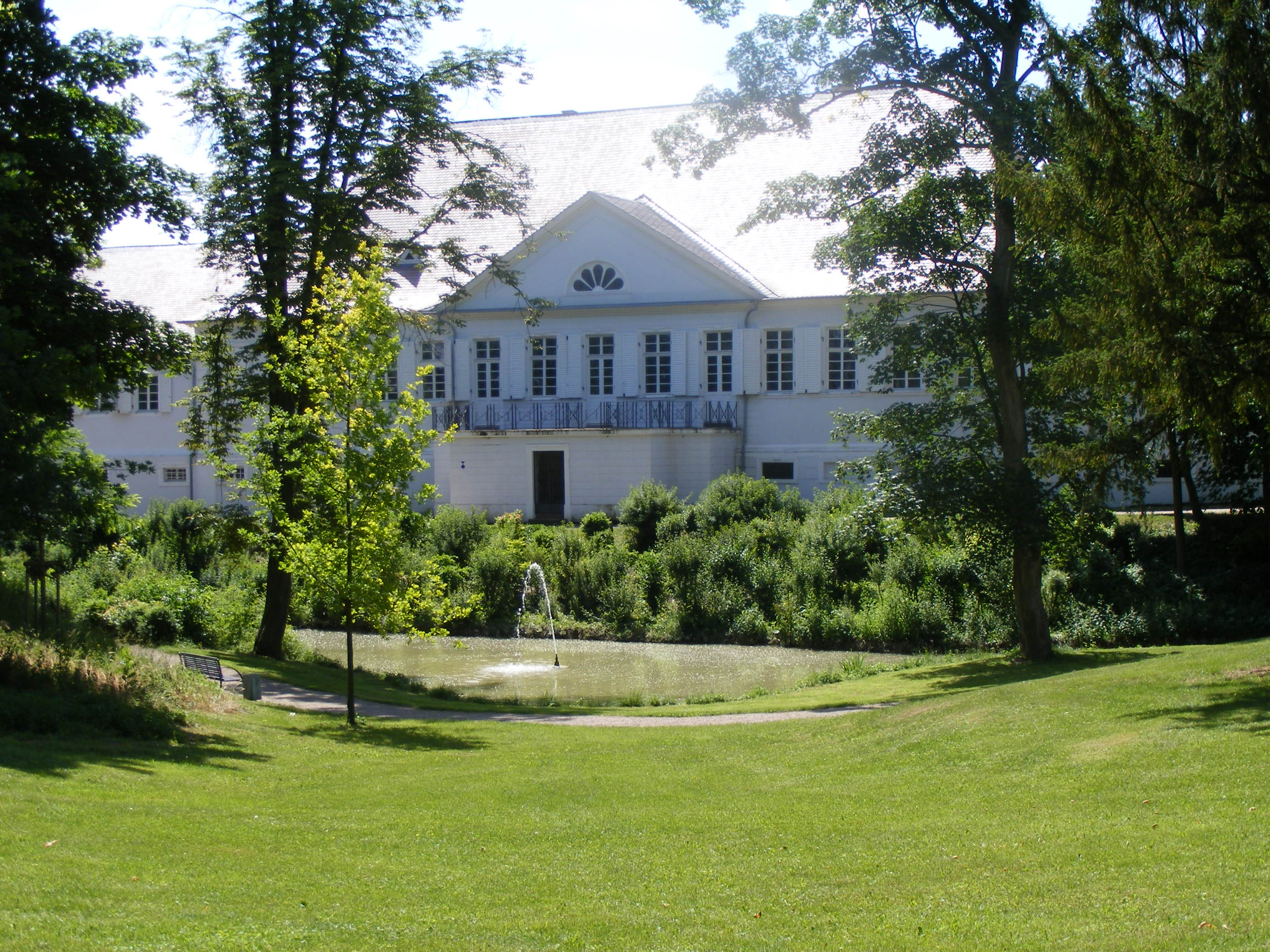
…Koeth-Wanscheidsches Schloss mit Park
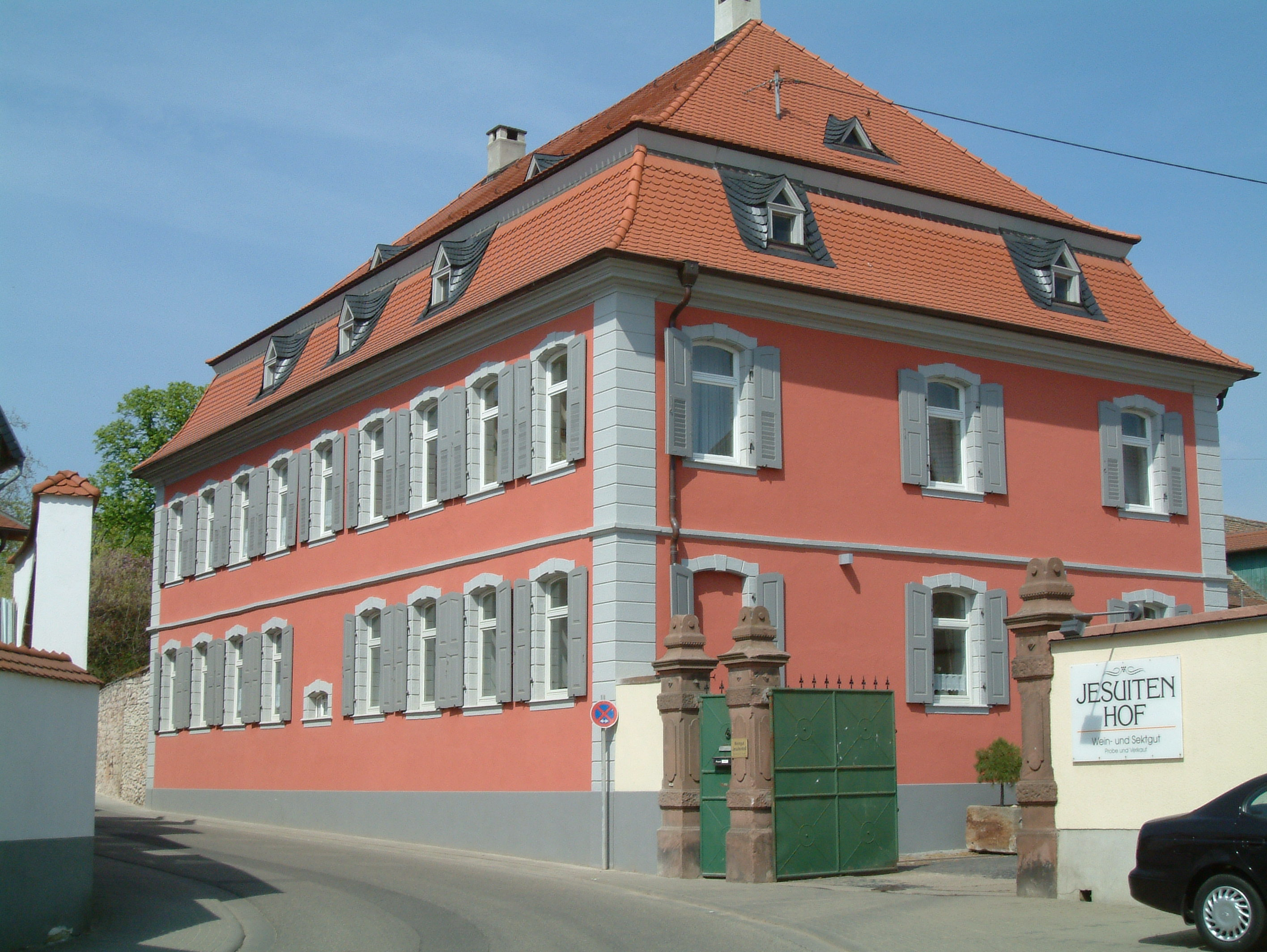
…Quadtsches Schloss

Sonstige Sehenswürdigkeiten
Im Leiningerland liegt auch der Oberlauf des Eisbachs mit dem teilweise naturbelassenen Eistal. Die Hauptattraktionen sind der 6 Hektar große Stausee des Eiswoogs, die Brückenbauwerke der regionalen Eistalbahn, die Stumpfwaldbahn, die als museale Schmalspurbahn Touristen durch den Wald befördert, sowie bei Eisenberg die Ausgrabungsstätte des römischen Vicus und das Landschaftsschutzgebiet Erdekaut. Besonders in den Gemeinden am Mittellauf des Eisbachs gibt es mehrere alte Kirchenbauten aus der Zeit der Romanik und Gotik sowie eine repräsentative Villa als Nachfolgebau von Schloss Heidesheim.

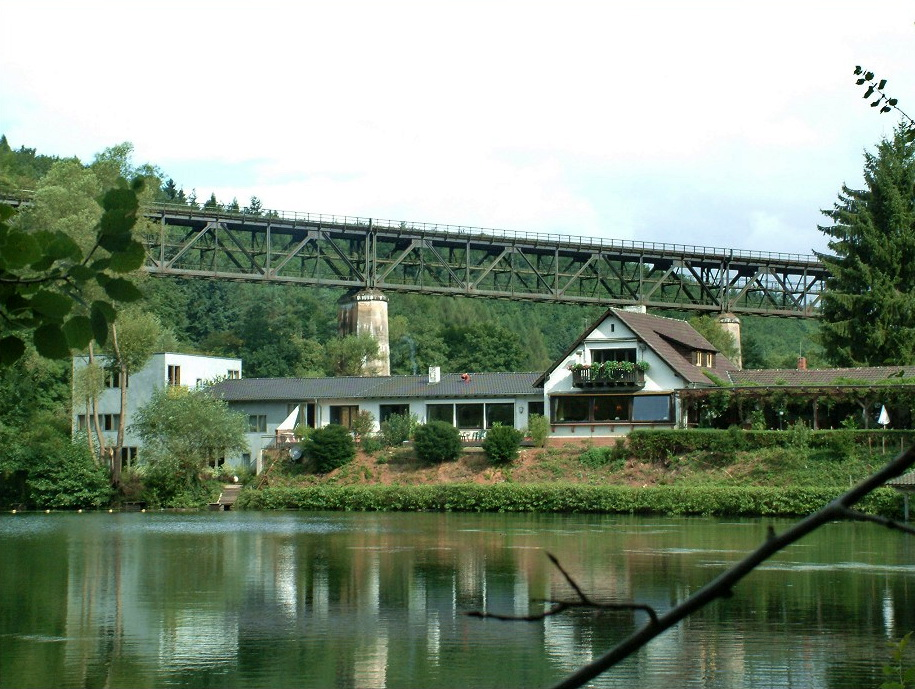
Eistalviadukt der Eistalbahn
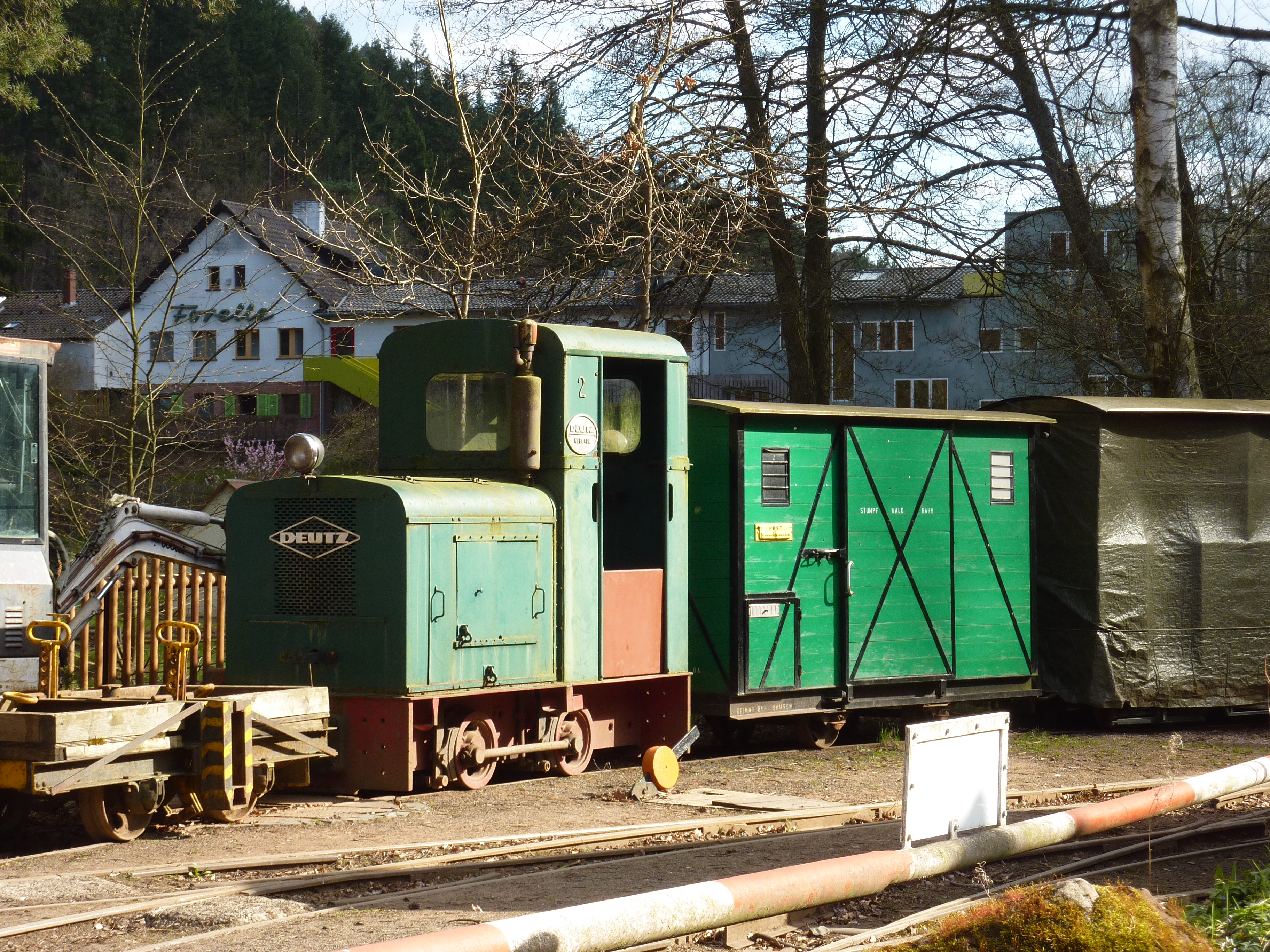
Zug der Stumpfwaldbahn
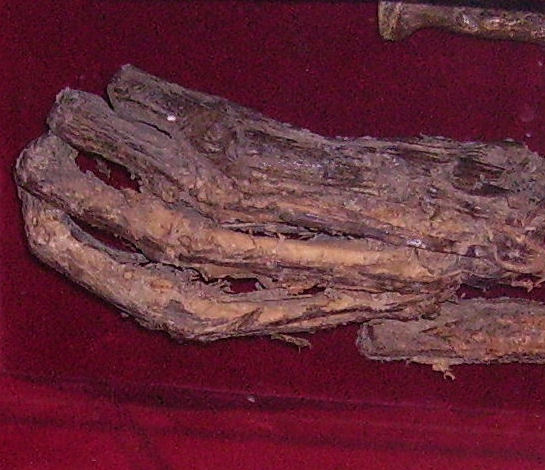
Unverwesliche Hand von Eisenberg
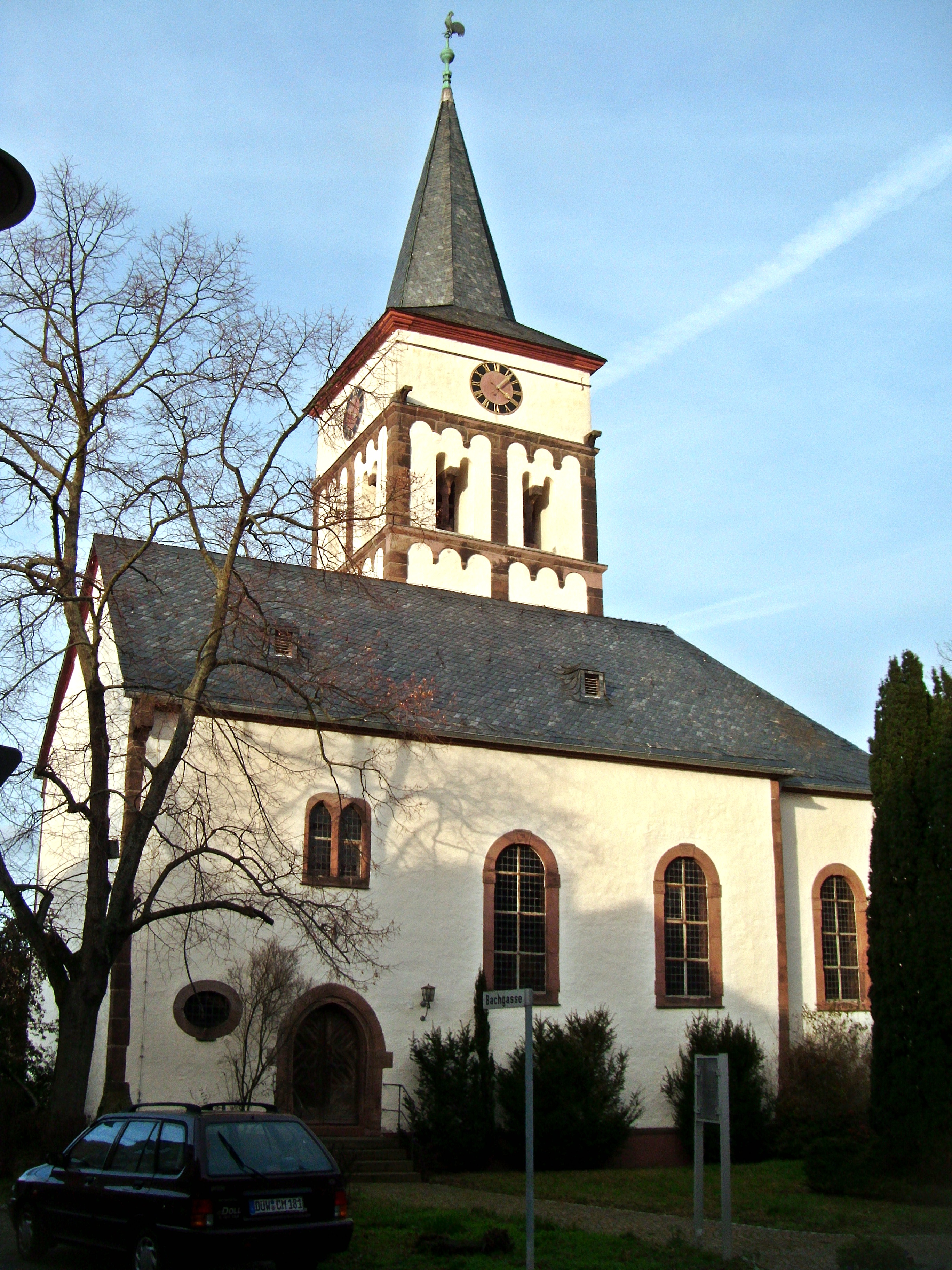
Protestantische Kirche Albsheim
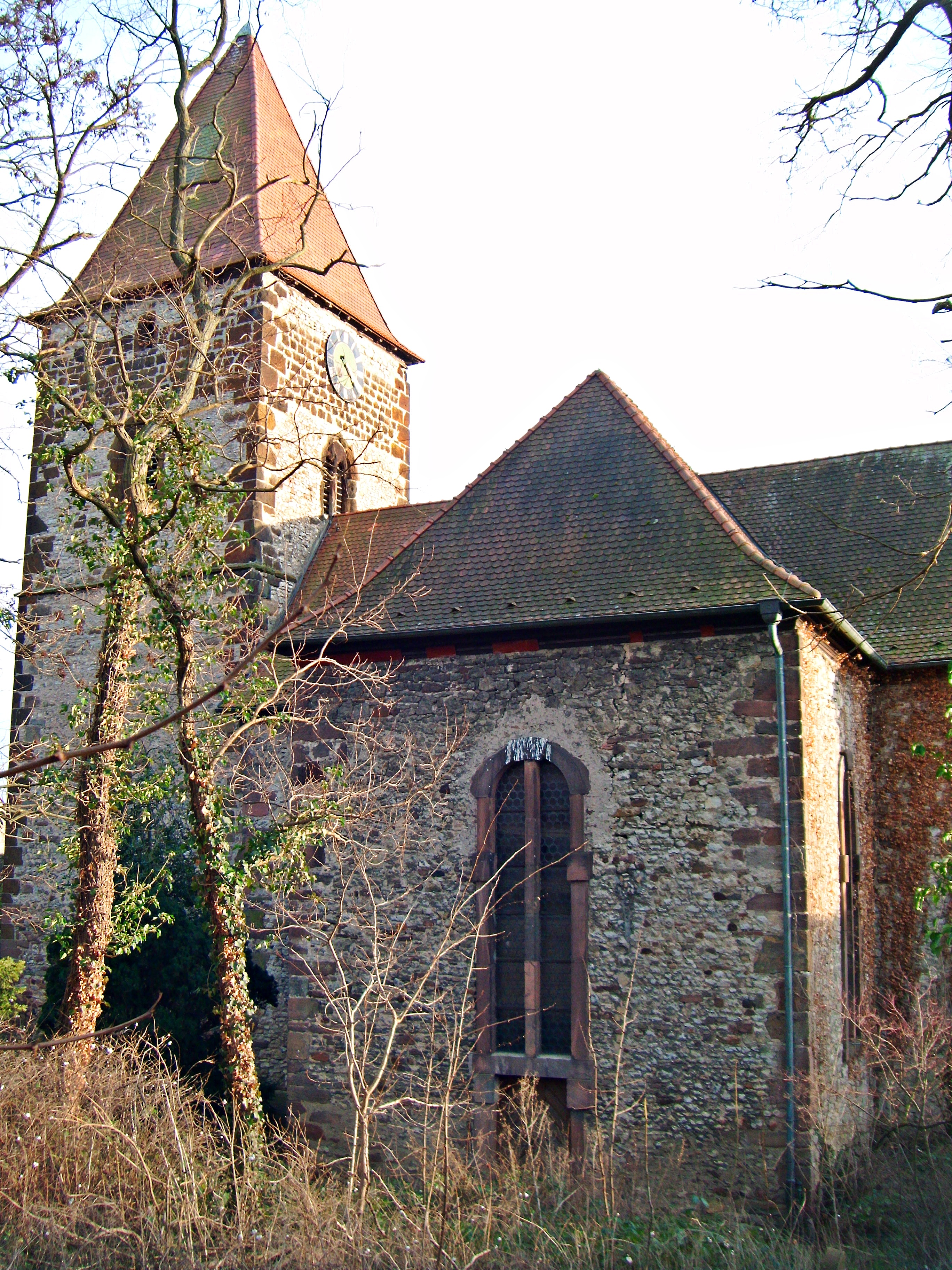
Protestantische Kirche Mühlheim
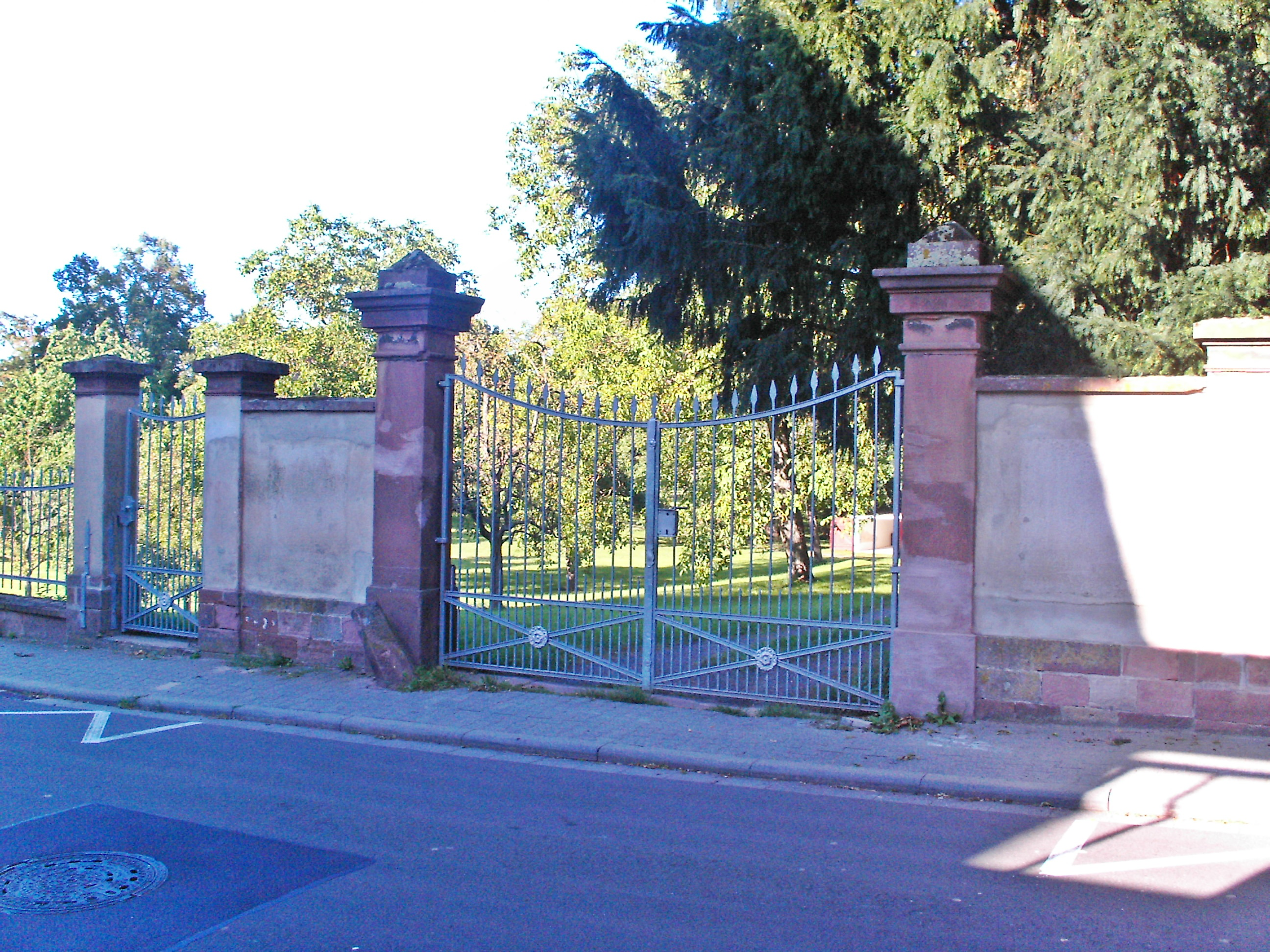
Eingang zum Schlosspark Heidesheim

### Museen
Neben dem Mühlenmuseum in Großkarlbach sind auch das Heimatmuseum Hettenleidelheim (Tonerde-Bergbau), das Technikmuseum Quirnheim (Zweiräder), das Museum im Burgturm der Stiftung Historisches Neuleiningen (Burghistorie, Steingutproduktion, Bildergalerie des örtlichen Malers Simon Conradi), das durch das Museum an der Münze (ebenfalls in Neuleiningen) ergänzt wird, und das Museum im Alten Rathaus Grünstadt (Leininger Grafen, Steingutproduktion, Braukunst, Bilder von Johann Adam Schlesinger) einen Besuch wert. Die protestantische Kirche in Eisenberg ist zwar kein Museum, doch ein Schaukasten in ihrem Eingangsbereich zeigt die sogenannte Unverwesliche Hand, um die sich eine alte Sage rankt.

### Pfälzer Mundart
Das Leiningerland gehört zum pfälzischen Sprachraum. In den Ortschaften ganz im Westen wird die Variante 52-ACB-dec (Pfälzer-Bergländisch) der Westpfälzischen Dialektgruppe gesprochen. Die Bevölkerung im Gebiet westlich und östlich der Deutschen Weinstraße gebraucht die Varianten 52-ACB-dfb (Haardtgebirgisch) sowie – im äußersten Osten – 52-ACB-dfd (Ludwigshafenerisch), die zur Vorderpfälzischen Dialektgruppe gezählt werden.
Als erste pfälzische Gemeinde förderte Bockenheim, das am Nordende der Deutschen Weinstraße liegt, schon kurz nach dem Zweiten Weltkrieg die Rückbesinnung auf die Pfälzer Mundart. Der 1953 ins Leben gerufene Pfälzische Mundartdichterwettstreit wird seitdem in jedem Oktober in Bockenheim ausgetragen. 1978 kamen als ergänzende Veranstaltung die Bockenheimer Mundarttage hinzu, die jährlich an einem Wochenende im Frühjahr stattfinden.

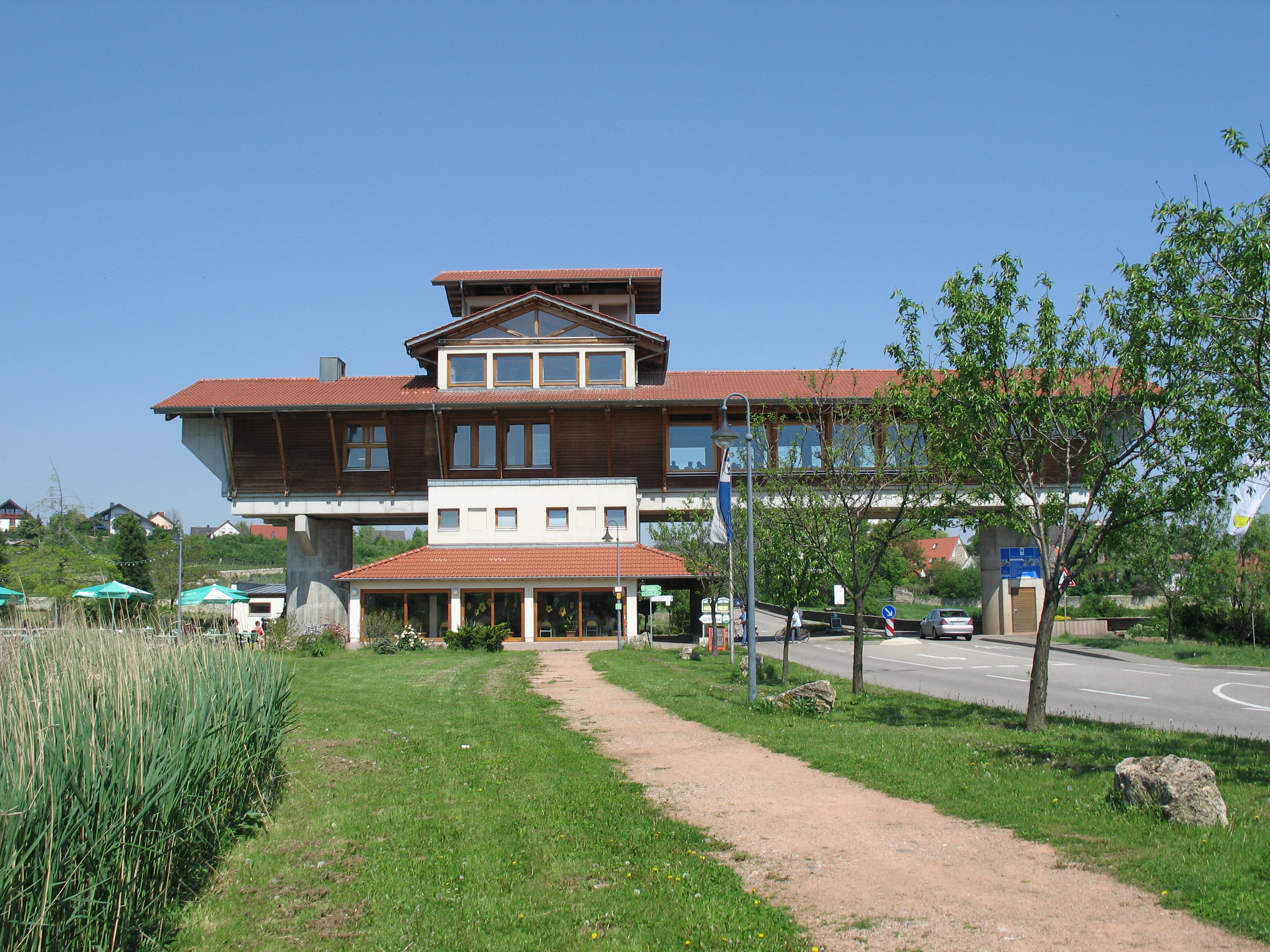
Haus der Deutschen Weinstraße in Bockenheim
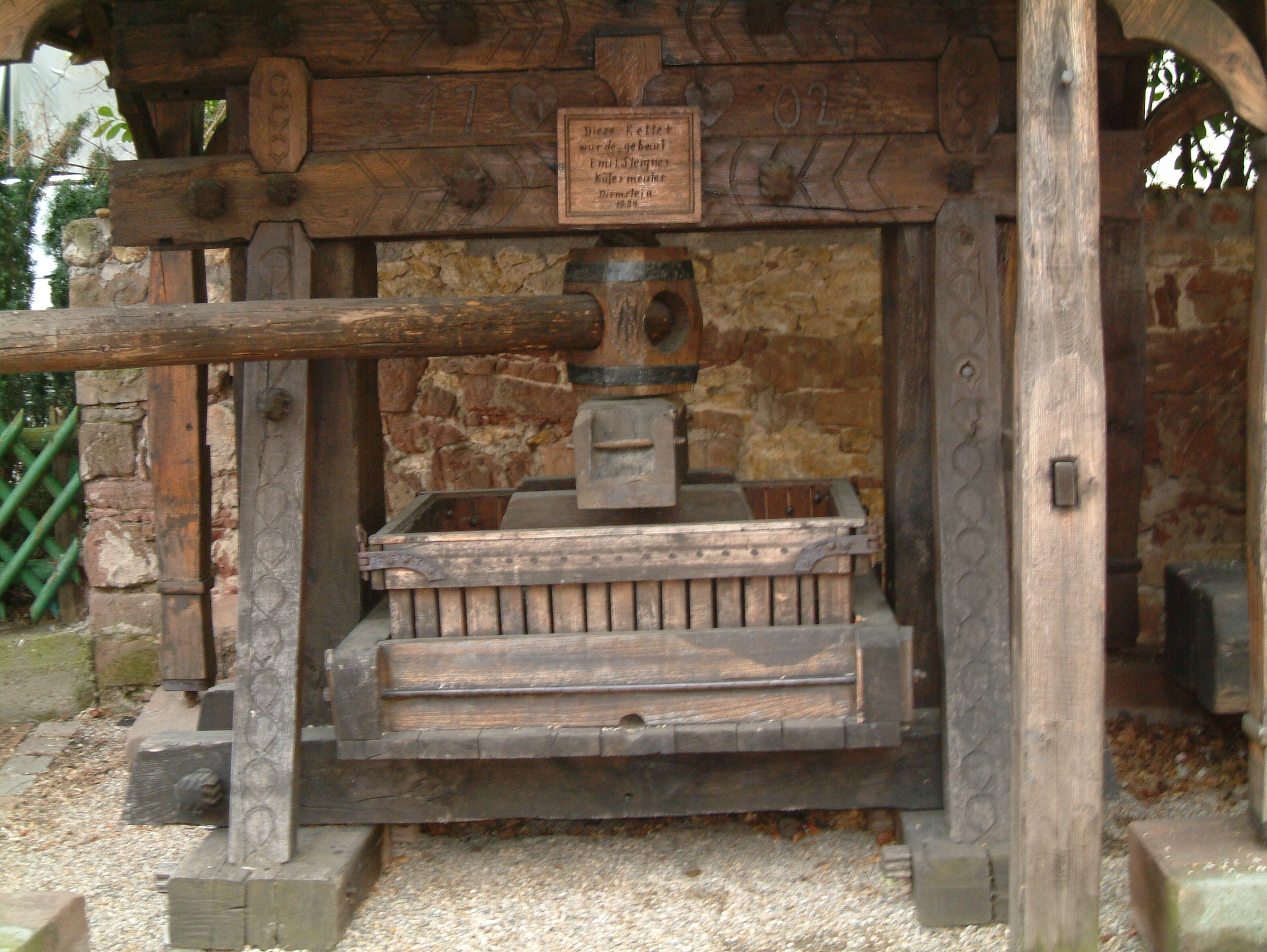
Kelter-Nachbau von Küfermeister Emil Steigner
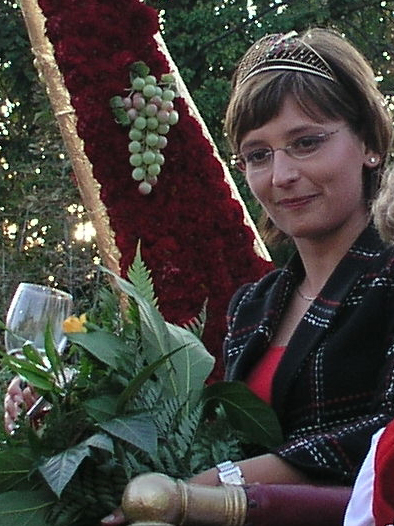
Deutsche Weinkönigin Sylvia Benzinger
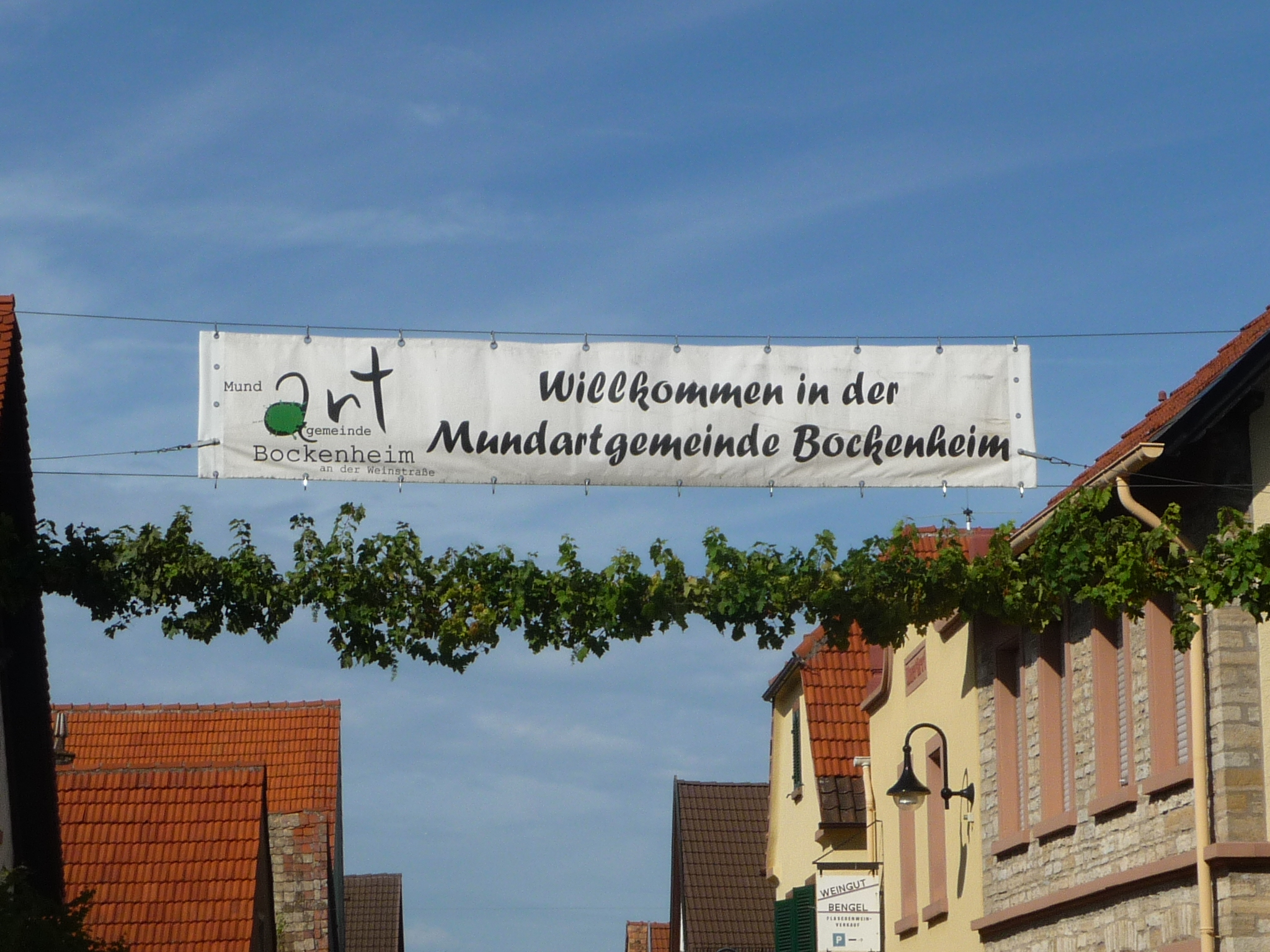
Pfälzischer Mundartdichterwettstreit

### Regelmäßige Veranstaltungen
Feste um den Wein
Der Mittel- und Ostteil des Leiningerlandes ist stark vom Weinbau geprägt, die Weinbergflächen gehören zum Weinbaugebiet Pfalz. Während der warmen Monate findet so gut wie an jedem Wochenende irgendwo ein Fest statt – mag es Jahrmarkt, Kerwe oder Weinfest heißen. Überregional am bekanntesten dürfte das Kändelgassenfest in Großkarlbach sein. Auch das Burg-Weinfest in Neuleiningen zieht zahlreiche auswärtige Besucher an.
Weingräfin des Leiningerlandes
Alljährlich seit 1950 wird die Weingräfin des Leiningerlandes gewählt, die in den folgenden zwölf Monaten bei Veranstaltungen und Festen die Region repräsentiert. Das Amt − bis 1985/86 unter der Bezeichnung Weingräfin der Unterhaardt − wurde geschaffen zur Erinnerung an die listige Gräfin Eva (1481–1543), die im Bauernkrieg 1525 die Burg Neuleiningen vor der Zerstörung durch aufrührerische Bauern bewahrt haben soll. Eine der Weingräfinnen, Sylvia Benzinger, wurde später (2004) Pfälzische und (2005) Deutsche Weinkönigin. Vor ihr (1998) hatte bereits Weingräfin Eva Wendel die Wahl zur Pfälzischen Weinkönigin gewonnen.
Aktionstag für Fußgänger und Radfahrer
Jedes Jahr Anfang Oktober – in der Regel zum Tag der Deutschen Einheit – lockt der Aktionstag „Autofreies Eistal“ zahlreiche Besucher in die Region. Dabei wird die Landesstraße 395, die von Grünstadt-Asselheim durchs Eistal nach Enkenbach führt, einen Sonntag lang für jeglichen Kraftverkehr gesperrt und steht ausschließlich für Fußgänger, in der Regel Wanderer, sowie Radfahrer zur Verfügung.
Marathon
In geraden Jahren organisiert der Landkreis Bad Dürkheim seit 1998 den Marathon Deutsche Weinstraße mit Halbmarathon und Duo-Marathon. Start und Ziel ist am Haus der Deutschen Weinstraße in Bockenheim, die Strecken führen zum überwiegenden Teil durch das Leiningerland. Am Marathon nehmen regelmäßig gegen 1000, am Halbmarathon gegen 2000 Personen teil. 2014 beendeten den Hauptlauf 657 Männer und 162 Frauen; auf den vorderen Plätzen landeten Teilnehmer aus Äthiopien und Kenia.
Musik
Seit 1990 findet in der protestantischen Andreaskirche in Kirchheim der Kirchheimer Konzertwinter statt. Gründer und künstlerischer Leiter ist der Bassbariton und Bachpreisträger Dominik Wörner, der Schwerpunkt der Konzertreihe liegt auf der Alten Musik. Der historische Burghof von Neuleiningen bildet jedes Jahr die Kulisse für die Open-Air-Veranstaltungen des Neuleininger Burgsommers.
Die Leiningerland Band ist ein Musikprojekt von Uwe Martin, das seit 2012 regelmäßig an jedem letzten Freitag im Monat an mehreren Standorten im Leiningerland kostenlose Jazz-Konzerte gibt. Die Besetzung der Band wechselt von Auftritt zu Auftritt. Die Gäste, allesamt professionelle Musiker, lernen sich ohne vorherige Probe oft erst durch das Improvisieren über Jazz- und Fusion-Klassiker kennen; das Publikum erlebt diesen immer neuen Prozess jedes Mal als Premiere. Der Schlagzeuger legt über die Musik seiner Gäste einen „immer gleichen Lärm“, sorgt damit für Kontinuität und gibt dem Bandprojekt, in dem im Lauf der Zeit in über 100 Gigs über 70 Musiker spielten, den typischen Sound. Über 500 Aufnahmen sind inzwischen auf YouTube zu finden.

### Wanderwege

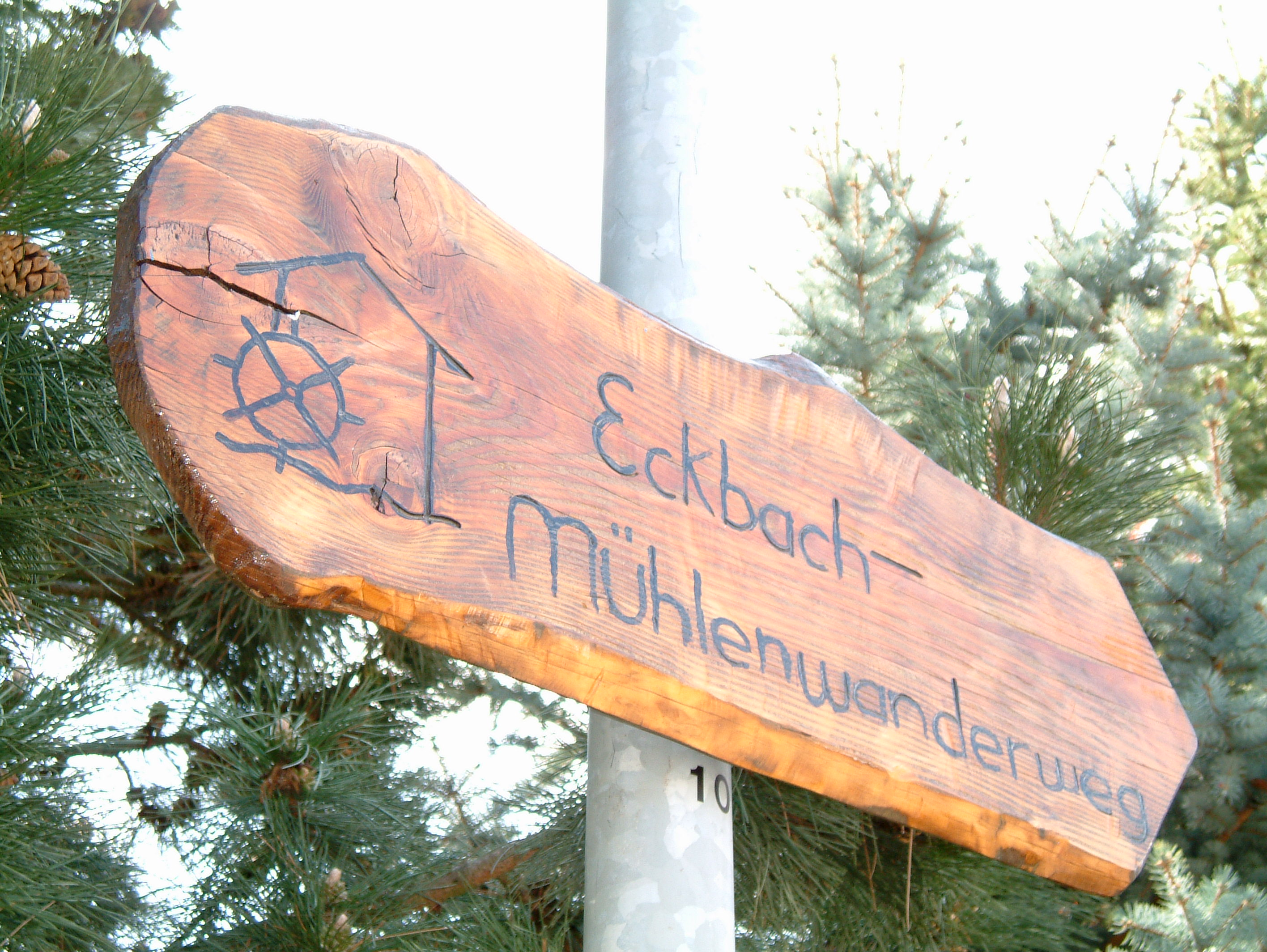
Eckbach-Mühlenwanderweg
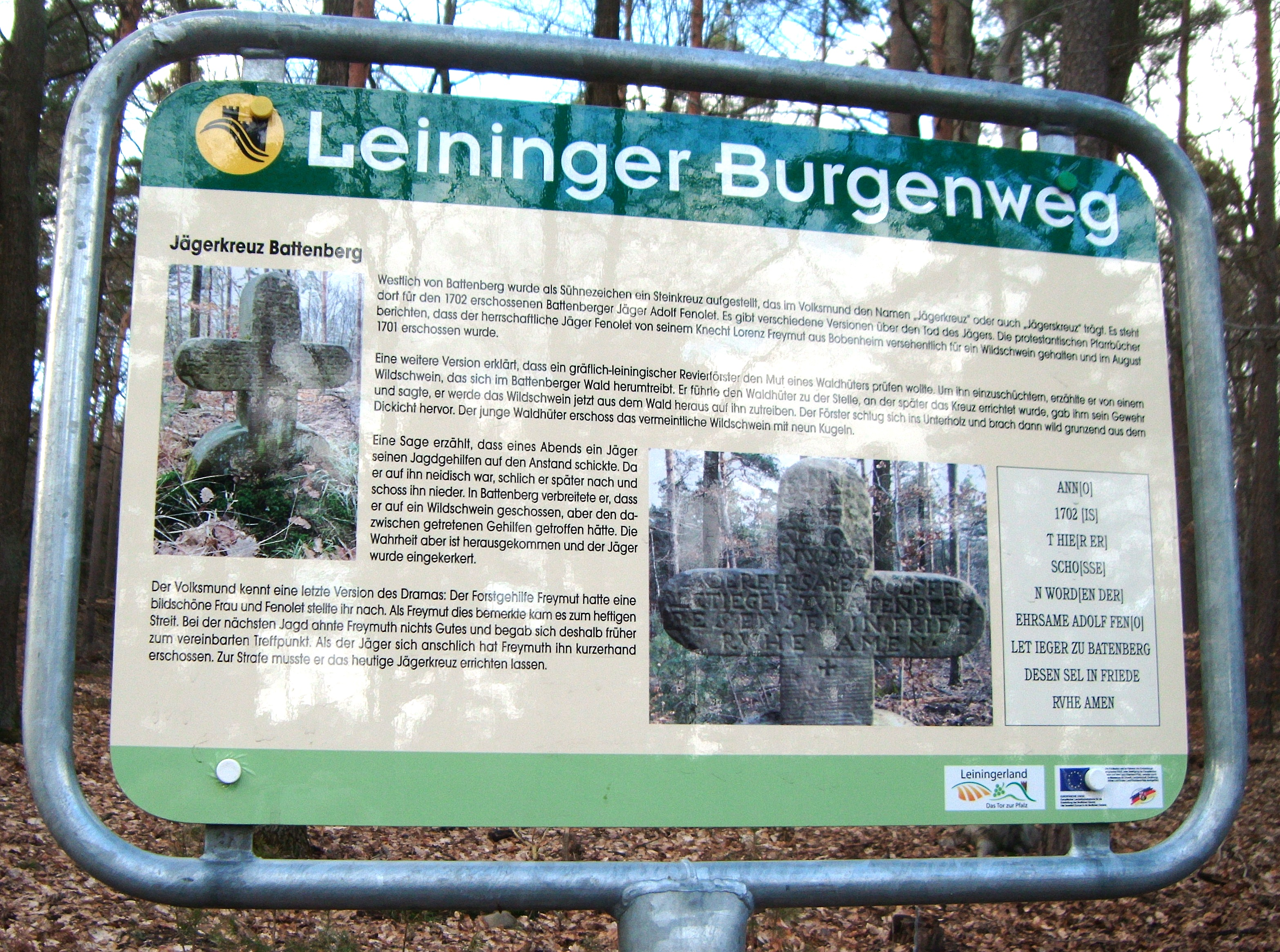
Leininger Burgenweg
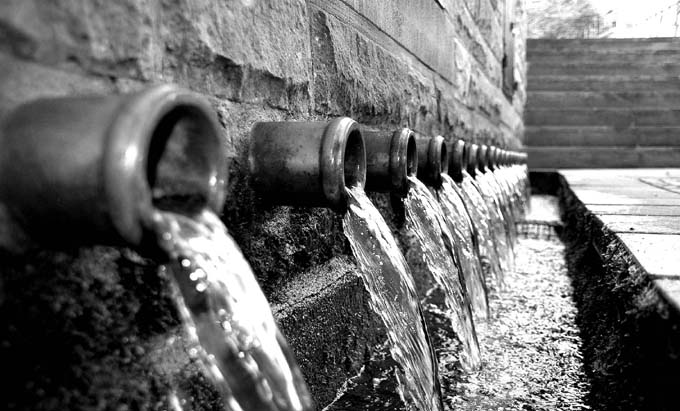
20-Röhren-Brunnen in Altleiningen
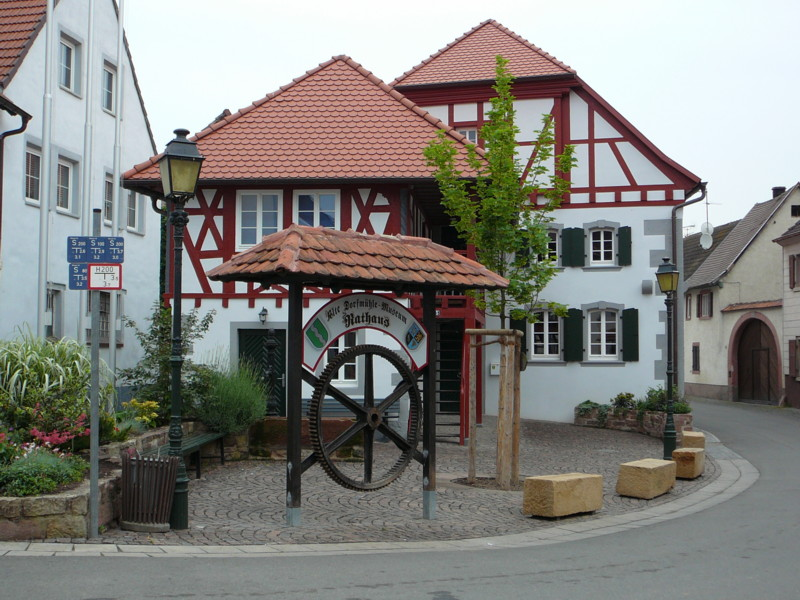
Dorfmühle Großkarlbach mit Mühlenmuseum
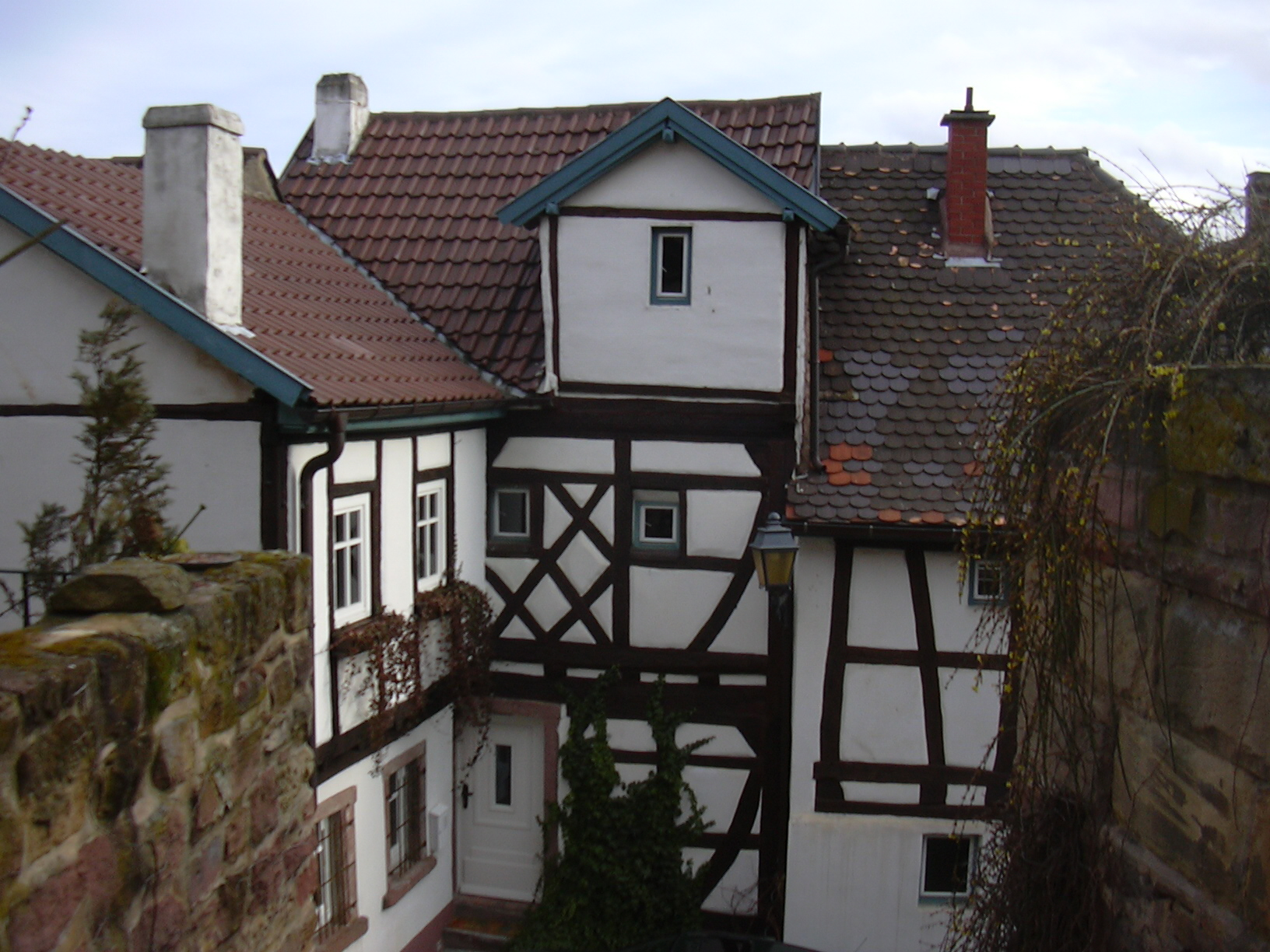
Fachwerkhäuser in Neuleiningen

Eckbach-Mühlenwanderweg
Der 1997 auf Initiative des Kleinkarlbacher Mühlenforschers Wolfgang Niederhöfer geschaffene Eckbach-Mühlenwanderweg führt über 23 km entlang des Eckbachs und vorbei an 23 ehemaligen Mühlen von Südwest nach Nordost durch das Leiningerland. 2007 wurde in der Großkarlbacher Dorfmühle das Mühlenmuseum Leiningerland eröffnet. Gewässertechnisch bedeutsam ist der 20-Röhren-Brunnen von Altleiningen, der aus einem Stollen gespeist wird, welcher um das Jahr 1600 zur Versorgung der Burg tief in den Fels getrieben wurde. Der Brunnen liefert heute das meiste Wasser für den oberen Eckbach.
Leininger Burgenweg
Der 22 km lange Leininger Burgenweg verläuft links über dem Tal des Eckbachs bachaufwärts vom Burg- und Weindorf Neuleiningen zum Weiler Nackterhof, quert den Eckbach, führt rechts oberhalb von dessen Tal nach Nordosten und erreicht nach erneuter Eckbach-Querung wieder den Ausgangspunkt. Er ist benannt nach den drei Leininger-Burgen Neuleiningen, Altleiningen und Battenberg.
Leininger Klosterweg
Der 16 km lange Leininger Klosterweg verbindet seit 2015 vor allem die ehemaligen Klöster Höningen sowie Hertlingshausen und präsentiert unterwegs weitere regionale Sehenswürdigkeiten.